# ロマンシング サ・ガ3
『ロマンシング サ・ガ3』 (Romancing Sa・Ga3) は1995年11月11日にスクウェア（現スクウェア・エニックス）から発売されたスーパーファミコン用コンピュータRPG。出荷本数130万本。略称は「ロマサガ3」。2010年9月21日より Wii のバーチャルコンソールで、2014年2月26日よりWii Uのバーチャルコンソールで配信されている。2019年11月11日よりPlayStation 4、Nintendo Switch、Xbox One、Windows 10、Steam、PlayStation Vita、スマートフォン（iOS、Android）向けに『ロマンシング サガ3』(Romancing SaGa3)のタイトルでリマスター版が配信されている。
本作の300年後を描くスマートフォンアプリ『ロマンシング サガ リ・ユニバース』（アカツキとの共同開発）が2018年12月6日より配信されている。

## 概要
サガシリーズ第6作。うち「ロマンシング サ・ガ」シリーズでは第3作、シリーズ最後のSFC版である。
本作はSFC時代後期に作られた事もあり、緻密に描き込まれたグラフィックや、戦闘中のアニメーションにより、SFC作品としては高度な演出が行われている。
戦闘中に複数キャラクターによる同時攻撃などの要素が加えられ、また一般的なRPG的要素とは別にミニゲーム「マスコンバット」、「トレード」が盛り込まれている。戦闘画面について一部ではファミコンソフトの「独眼竜政宗」に似ているとの意見も出されていた。

## 主な制作スタッフ
- 河津秋敏 - 制作総指揮、ゲームデザイン、シナリオ
- 伊藤賢治 - 音楽
- 小林智美 - キャラクターデザイン
- 小泉今日治 - バトルデザイン
- 篠宮淳一 - マップディレクター
- 髙井浩 - バトルエフェクトデザイン
- 穴澤友樹 - メインプログラム
- 渋谷員子 - キャラクターグラフィック（メインキャラクター）
- 岡宮道生 - プロデューサー

## システム

### フリーシナリオ
ゲーム開始時、8人の男女からプレイヤーが任意のキャラクターを主人公に選択する方式である。
『ロマンシング サ・ガ』で採用された、選択肢や行動で展開が変わるフリーシナリオシステムを採用している が、本作ではどの主人公でもオープニング時の発生イベントはある程度共通である。
また、本作は「戦闘回数」によりイベントが発生・変化する要素はほとんどなく、主要シナリオ以外の多くが「参加の有無」のみで進行する（次作『サガ フロンティア』に近い）。さらにシリーズで初めて、主人公ごとに複数のエンディングが用意された。

### マップ・フィールド
地域間の移動はマップを選択・指定する方式で、「世界全体のマップ」「地域ごとの小マップ」に分かれている。船で新地域に行ったり、街などで情報収集をすると、マップに地名が書き込まれ、基本的には以降自由に行き来できる。物語を進めると世界地図自体が広がり、より多くの地域に行ける。
フィールド（町やダンジョンを含む）では、方向キーで上下左右への移動が可能（斜め方向への移動は原則不可能）。特定のボタンを押しながらの移動はダッシュとなり、移動速度は上がるが、ダンジョンでは敵の姿を視認しにくくなり、その状態で戦闘に突入すると不利になる（後述）。
また、町などの原則戦闘が発生しないフィールドでは、特定のボタンを押すと屋内にいる場合は屋外へ、屋外にいる場合は「地域ごとの小マップ」に簡易移動する機能がある。

### 所持金
宝箱を開ける・一部の敵を倒す・所持品を売却するなどの手段で入手でき、各種店舗にて武具及びアイテムの購入や、船での移動代に使うことができる。
本作内での通貨単位は「オーラム」と呼ばれ、手持ちの最大値は10000であり、超過すると「銀行」に自動的に預けられる（戦闘で入手した場合は超過分が預け入れられず、捨てられる）。
銀行は町施設の一種として存在し、「引き出すこと」はできるが任意に「預け入れること」はできない。一部、銀行を利用できない主人公もいる（後述）。

### アイテム管理
戦闘で扱う武具を含めた各種アイテムは、1種類あたり99個まで所持できるがパーティが一度に所持できるアイテムの種類には制限があり、オーバーした分は「倉庫」に預けて保管できる。倉庫には種類ごとに武具は各9個まで・その他のアイテムは各99個まで預けられる。また、倉庫に預けられるアイテムの種類には制限は無い。

### 戦闘システム
多くの要素は前作『ロマンシング サ・ガ2』のシステムを引き継いでいる。
性別
男性、女性、性別不明がいる。戦闘時の特定の攻撃 や、一部の装備品を身に着けた際のパラメータ補正に影響を及ぼす。
宿星
本作独自の要素にして、宿命を司る星。主人公選択時に設定でき、能力値に影響する。
- 歳星・狩人の星 - 主に素早さが高くなる。
- 熒惑・学者の星 - 主に魔力が高くなる。
- 鎮星・王者の星 - 主に魅力が高くなる。
- 太白・武人の星 - 主に腕力、体力が高くなる。
- 辰星・商人の星 - 主に器用さが高くなる。

仲間キャラクターにも全て設定されており、能力値に反映されている（得意分野を意識した設定が多い）。ただし任意での変更ができないため、特別な影響はない。
武器
攻撃用の装備で、片手用・両手用がある。アイコンに緑色のリングが重なっていれば両手用となり、盾の効果や二刀流などの特典が発生しない。赤文字で表示されたものは外せない「固定装備」である。総合的な攻撃力は、装備欄の赤色のゲージで確認可能。
また「得意武器」によって能力値と技の閃きやすさに影響する（素手での格闘である「体術」も武器に含む）。主人公は選択時に変更が可能で、仲間キャラクターにも設定されているが、仲間キャラクターの場合、設定上の得意武器と実際の技の閃きやすさに食い違いがある場合も多い。得意武器を「なし」にすると、魔力が大きく上がり、主人公の場合は初期状態で各自決まった系統の術を最初から覚えている。
- 剣 - 片手用。技の種類は最も多い。ダメージは腕力に依存。武器レベルは大剣と共用する。
- 大剣 - 両手用。武器威力は高い傾向にあるが、多数の敵を相手にするのには向かない。ダメージは腕力に依存。武器レベルは剣と共用する。
- 斧 - 片手用。命中率に難があるが、遠距離攻撃が多く、ほとんどの技に複数の攻撃属性があるため、多くのモンスターに効きやすい。ダメージは腕力に依存。武器レベルは棍棒と共用する。
- 棍棒 - 片手用。追加効果が豊富で、補助に向く。ダメージは腕力に依存。武器レベルは斧と共用する。
- 槍 - 両手用。武器威力は高い傾向にある。一部槍斧系や三叉槍系 の槍が存在し、それらの特殊技（後述）は共通し、戦闘中のグラフィックも異なる。ダメージは腕力に依存。武器レベルは小剣と共用する。
- 小剣 - 片手用。敵に回避されにくく、補助効果が多い。ダメージは器用さに依存。武器レベルは槍と共用する。
- 弓 - 両手用。命中率は低いが、全てが遠距離攻撃で、全体攻撃技が複数存在する。ダメージは器用さに依存。
- 体術 - 武器を使わない分、体術の武器レベルに大きく依存する。打撃系と投げ系が存在し、それぞれ特徴が大きく異なる。ダメージは腕力と素早さに依存。
  - 打撃系 - 片手用。
  - 投げ系 - 両手用（識別するためのアイコンはない）。すべてスタンの追加効果を持つ。攻撃属性（後述）は打、範囲は近距離への単体、投げ耐性を持つ相手に効かないという特徴で統一されている。

防具
防御用の装備。最大 4 つまで装備でき、基本的に 1 種類 1 つしか装備できない。武器同様に「固定装備」を持つキャラもいる。「物理防御」「魔法防御」という括りで防御力が別個に設定されており、受けるダメージを軽減する。一部は、特定の攻撃属性（後述）に対する防御力へ補正を持つ「防御特性」を有しており、補正に応じたマークが付いている。マークの色は、赤ならば数値上の防御よりも低く、青ならば高い。ただし、同じマークでも補正倍率が同じであるとは限らず、一部の防具は防御特性を有するデータが画面に表示されない。総合的な防御力は、装備欄の緑色のゲージで確認可能。特定の状態異常に耐性がある防具も存在し、「状態防御」として表示される。特効（後述）・HPの自動回復・地相（後述）などの特殊な要素に関して、「装備」「持ち物」画面では確認できない。
盾とガーダーはどちらか 1 だけ装備できる。装備箇所は武器と同じで、他の防具を4つ装備していても装備できる。それぞれ「防御力」「回避率」「有効性」のステータスを持ち、有効性に対応する攻撃属性（後述）を持つ攻撃に対し、回避率に応じた確率で回避を行う。常時ダメージを軽減するものではない。
- 盾 - 回避が起これば、ダメージに対しては表記された防御力が上乗せされて軽減され、特殊効果は遮断する。回避率は高め。
- ガーダー - 防御力の表記が「回避」となっており、回避が起こればダメージも特殊効果も遮断する。回避率は低め。
- 体装備 - 胴体用防具。物理防御重視の「重鎧」、打撃に強く軽い「軽鎧」、魔法防御重視の「ローブ」がある。
- 頭装備 - 頭用防具。物理防御重視で暗闇を防ぐ「兜」、魔法防御重視の「帽子」がある。
- 腕装備 - 腕用防具。やや物理防御重視で、主に腕力や器用さを補強する。
- 足装備 - 足用防具。やや魔法防御重視で、主に素早さを補強する。
- 全身装備 - 身体・頭・腕・足の防具がセットになったもの。部位が重複する他の防具とは併用できず、同時に装備可能なのは服とアクセサリーのみ。
- 服 - 鎧の下に着るため、全身鎧とも併用可能。その代わり、防御性能は低めで特殊能力を持たない。
- アクセサリー - 指輪など。主に魔法防御や耐性重視で、装備欄の許す限り何個でも装備できる。

術
一般的な RPG でいうところの魔法。全部で 6 系列が存在し、一部を除いて各地の店で購入して習得。地系統に 4 系列・天系統に 2 系列があり、覚えられるのはそれぞれの系統から 1 系列のみ。同じ系統内で他の系列の術を覚えると、それまでの同系統の術を全て忘れる。封印することで、覚えているリストから外すこともできるが、系統ごと忘れたり任意に封印した場合の再習得には、同じ金額での再購入が必要。天系統の術法である「陰陽術」は600年前には東方諸国に既に存在しており魔王の軍勢との戦いで活躍したが、一方地系統の術法である「四聖獣の術」はアビスの魔族が使う術法を研究して系統化して発展させていったという設定。
どの系統の術にも序盤は覚えられない上位の術が存在しており、天系統の2種は源流である東方の地へ訪れると覚えられる。地系統の4種の術は、対応する四魔貴族の力によって邪魔されて使えない状態になっているという設定なので、対応する四魔貴族を撃破する事で覚えられるようになる。
- 玄武術 - 地系統。水の力を使った術。雨や水流を使った攻撃の他、一部電撃や時の流れを操る術もある。回復を行う術もある。
- 朱鳥術 - 地系統。炎の力を使った術。炎による攻撃の他、一部空気の流れを操る術、生命力そのものを操る術もある。
- 白虎術 - 地系統。土の力を使った術。地震や重力、岩石による攻撃の術がある。一部回復を行う術もある。
- 蒼龍術 - 地系統。風の力を使った術。風の力を使った術が多いが、植物を操る術もある。
- 太陽術 - 天系統。陽光の力を使った術。光および熱による攻撃が主で、同様の力による回復もある。陽炎を利用した幻覚を見せる術もある。
- 月術 - 天系統。影や月光の力を使った術。月光による補助・回復の術と、影の力による攻撃・補助の術がある。
- 特殊 - 一部のキャラクターのみが使える術。アビスの力を持ち、WP を使用し、技能レベルは体術と共用する。

パラメータ
特に説明のないパラメータに関しては成長しない。
- HP - 耐久力。0になると気絶し、LP が1減る。戦闘終了後に成長し、ダメージを受けた分は全回復する。
- LP - 生命力。気絶 (HP0)、および気絶中に攻撃を受けると1ずつ減っていく。LPのみにダメージを与える特殊な攻撃もある。0になったキャラクターは死亡し、パーティから離脱する（主人公だとゲームオーバー）。LPは特定のアイテムを使うか宿屋で回復できる が、死亡した仲間の復活方法は原則的に主要ボスを倒しアビスゲートを閉じることのみである（一部例外あり）。
- WP - 技力。技の使用で消費する。最大値は武器レベルに応じて成長する。
- JP - 術力。術の使用で消費する。最大値は術レベルに応じて成長する。
- 腕力 - 武器（小剣・弓・体術の投げ技以外）の威力、武器技の命中率に関わる。特に斧は命中率への影響が大きい。
- 器用さ - 小剣・弓の威力、武器（斧・体術以外）の命中率に関わる。
- 素早さ - 行動順、回避率、体術の打撃技の威力・命中率に関わる。
- 体力 - 再生状態でのHP回復量、毒のダメージ、状態異常の自然回復力に関わる。相手から体術（投げ系）を使われた時の命中率にも関わる。
- 魔力 - 術と一部の技の威力に関わる。
- 意志力 - 状態異常攻撃の成功率、敵からの状態異常（誘惑以外）の回避率に関わる。
- 魅力 - 誘惑攻撃の成功率、敵からの誘惑の回避率に関わる。性別に似合わない装備を着けると基本値が半減する。
- 武器・術レベル - 技・術の熟練度。戦闘中に使用した系統が成長し、高いほど効果が強い。ほとんどの能力値が成長しないため、これら武器・術レベルを上げることで強化をしていく（最大50レベルでカンストする）。キャラによって成長速度に差がある。一度も仲間になったことのないキャラと、仲間になったことのあるキャラを戦闘勝利回数が少ない序盤のうちにパーティから外した場合、得意分野はある程度自動で成長していくが、キャラクターごとに個人差がある（ユリアンの場合、剣・大剣レベルのみが自動で成長する）。また、全ての熟練度が自動で成長しないキャラもいる。仲間になったことのあるキャラの得意分野を自動成長させるための外し方は、イベント等の自動離脱、パブで離脱、LPを0にすることによる離脱が含まれている。リマスター版では、得意分野を自動で成長させることで技・術の熟練度を最大値までカンストさせることが容易になったが、自動で成長しない熟練度は自力で上げるしかない。
  - 武器レベルの場合は、命中率にも影響を与える。
  - 術レベルの場合は、同じ系統で違う系列を覚えると1に下がる。

- 重量 - 武器と防具に設定されており、それぞれ役割が異なっている。
  - 武器の場合は、命中率が低下する。マスクデータであり、直接の確認は不可能。
  - 防具の場合は、素早さが低下する。装備欄に表示される青色のゲージで確認可能。

エンカウント
シンボルエンカウント方式を採用。ダッシュ中は敵シンボルが影になるため見えにくく、その状態で接触すると陣形を崩される（後述）。敵シンボルに後ろから接触するとバックを取った事になり、1ターン敵は行動不能となる。横から接触すると1ターン敵より先に行動しやすくなる。本作では戦闘に勝利したときのみ敵ランクが強化され、ボスを除けば地域ごとの敵の強さは変わらない。「退却」コマンドを選べば必ず戦闘から離脱できる（逃げられない戦闘もある）。
陣形
パーティが戦闘の際に組む隊列の形状。人数ごとにそれぞれ複数用意されており、新しい仲間を加えた状態で陣形編成画面を開くとラインナップが増えていく。それぞれ配置が異なり、特典がついている。わざと1人外して陣形を組む事も可能（外されたキャラは戦闘に参加しない）。ただしパーティーメンバーは最高6人・戦闘参加は5人までのため、仲間が6人いる場合は必ず1人を陣形から外す事になる。ダッシュで戦闘に突入すると陣形が乱され、強制的に「フリーファイト」になって敵が先に行動する。
メニュー画面の編成で変更可能。主人公を外した場合、主人公が場外から指揮を執る「コマンダーモード（後述）」という特殊な戦闘になる。
敵キャラクターも隊列を組んでおり、後列にいる敵へは一部の攻撃が届かず、届かない攻撃ではターゲットに指定することはできない。前列の敵を倒せば、それらの攻撃も原則届くようになる。
技と見切り
技とは、武器で扱える強力な攻撃。武器を使っていると、突然電球が点灯する「閃き」によって覚える。修得直後は閃いたキャラしか使えず、「封印」してリストから除外すると再び閃かなければ使用できないが、使い続けて「極意」を会得するとメニュー画面経由で自由に着脱可能（同時に他のキャラクターも自由に着脱可能）。特定の武器のみ使用できる「特殊技」もあり、これは閃けば極意を得る必要が無く、以降は対応する武器全てで使える（最初から使用できる特殊技もある）。技の閃きやすさは、キャラクターと使用武器の適性、および敵の強さに左右される。
見切りとは、敵の特定の攻撃を必ず避けられる防御技。敵の攻撃を受けた時に「閃き」で覚えられ、極意も存在する。ただし行動不能状態および味方からの攻撃は避けられない。本作からは、覚えた見切りがあれば同質の攻撃全般を回避できるようになった（例えば地震攻撃の見切りなら地震の類を全て避けられる）。ただし、何らかの見切りで避けられる技であっても、必ずしもその技を受けた際に見切りが閃く可能性があるとは限らない。見切りの閃きやすさは敵の強さと技の種類に左右され、たとえ見切りを閃く可能性がある技を受けても、敵が弱いと絶対に閃けない場合もある。技と違い閃きやすさにキャラクターの適性は関係なく、全てのキャラクターで一定である。
極意は技の場合は消費WPと習得率は反比例し、見切りの場合はいかなる場合でも固定。どちらにしても、敵の強さは無関係。
達人
WPまたはJPの最大値のどちらかが、もう片方の最大値を大きく上回っていると王冠マークが付き、王冠の付いた側の技・術の消費ポイントが1減る（例外有り）。WPの場合は技を閃きやすくもなる。そのため、技・術の両方とも王冠マークを両立させることは絶対にできない。
- ただしロビン、にせロビン、ウンディーネが持つ「特定の技・術使用時消費ポイント−1」の特性とは効果は重複しない（達人と条件とを同時に満たしても−1にしかならない）。
- キャラクターによってはWPとJPを最初から両方とも、ある程度以上持っているため、王冠が付く事が絶対にないキャラクターもいる。また、WPとJPの最大値を下げることはできないため、一部のキャラクター及び両方とも上げたキャラクターは、王冠をあきらめるしかない。

攻撃属性
攻撃には斬・打・突・射・熱・冷・雷・状の8つが存在し、防具によるダメージ軽減（盾・ガーダーの場合は有効判定）に関わる。防具の「物理防御」は斬・打・突・射属性、「魔法防御」には熱・冷・雷・状属性を示す。原則的には、防御特性（前述）による補正がない限り、これら4つずつの属性に対する防御力は同じ。例えば、物理防御20と書いてある防具があった場合、それは斬・打・突・射それぞれの防御力が20であるという意味。ここにさらに「打○」と書いてあれば、このうち打属性に対する防御力のみがさらに高いという仕組みになっている。
- 攻撃属性を複数有する攻撃も存在し、それを受けた場合は最も防御力の低い攻撃属性のみ参照する。盾・ガーダーの場合は、いずれかの攻撃属性が盾・ガーダーの防御属性と一致していれば、防御判定を行う。
- 敵キャラクター側もシステムは同様であり、防具と同じように攻撃属性ごとの防御値によってダメージ値を軽減し、盾・ガーダーを装備していれば防御判定が行われる。例えばスライム系の敵は打属性に対してのみ非常に高い防御を持っており、骸骨系は突および射属性にやや高い防御力を持つが打属性に対してかなり弱い、など。

地相
戦闘が行われる場所そのものに宿っている、地形特有の力。今作では基本的に地の地相4種（玄武・朱鳥・白虎・蒼龍）と、天の地相3種（太陽・月・アビス）が存在し、地の地相はコマンド入力時にシンボルとして画面全体に表示される。地相下では同名の系列の術が一時的に強化されるほか、一部の防具や敵が持つ属性と地相が一致していた場合、ターン毎にHPが回復する。また、特定の地相下でのみ効果を発揮する術も存在する。地相は戦闘中、術が使用されるか、一部の技・アイテムが使われることで変化し、これは敵キャラクターが用いた術・技でも同様。地の地相と天の地相は複合するが、地の地相同士、天の地相同士は上書きしあう関係にある。
特効
不死者や飛行など特殊な性質を持つ者には、特定の技や術で攻撃すると、防御力を無視したダメージを与えたり即死させたりできる。装備品にもこのような性質を内包するものはあり、操作キャラクター側もそれらを装備していると、対応する攻撃を受けた際に特効が発動する。

#### コマンダーモード
主人公を陣形から外した「控え」状態にすると、主人公が「コマンダー」として指揮を担当する。
大まかな戦法を指示し、それに従って他のメンバーが自動で行動する。戦闘中でも陣形の変更が可能となり、毎ターン HP が自動で少量回復する ほか、一部を除いた状態異常も治る。主人公は装備していないアイテムを自由に使える「バックパック」での援護も可能。
また、複数のメンバーが一度に動いて攻撃する陣形技が使用できる。技をベースにした「合体技」や、術をベースにした「合成術」があり、各陣形にそれぞれ陣形技が割り当てられている。合体技は通常の技と同じく閃いて覚える必要がある（基本技として使用できる場合は例外）。複数の陣形に対応した陣形技は、一度閃けば対応する陣形全てで使える。ただし「バックパック」を使ったターンは、陣形技を選ぶことはできず、基本的な攻撃や陣形技を自動的に使う。
それぞれの合体技・合成術には、必要な「武器・術の系統」が設定されており、それらを所持・修得したキャラ同士を、特定のポジションに配置することで使用可能。合成術は、キャラクターが習得している術系統によって発動する術が違う「スペルフュージョン」、ダンジョンから奥義書の入手が必要な「上位の合成術」に大別される。陣形技の場合、技・術問わず、発動にはターンごとに蓄積される「陣形専用のWP」を消費する（達人効果の影響は受けない）。
攻撃性能自体は、通常の行動と同じように「基本的な性能」を持つほか、それに加えて参加人数による補正がかけられている。ただしサガシリーズの中では珍しく、ダメージの上限が9999までであり、これは陣形技でも変わっておらず、本来の性能を発揮しきれない場合が多々ある。

## ミニゲームなど
マスコンバット
数千人規模の軍団同士でリアルタイムに戦闘が行われる「軍事戦略シミュレーションを基盤としたミニゲーム」。特定のイベントで発生したり、玉座イベント（後述）で行う。
- 自軍と敵軍が左右に陣取り、様々な戦術を使用しながら互いに画面端の敵陣を突破することが目的。兵士の単位は「100人=1ユニット」で数えられ、任意のタイミングでコマンド欄を開いて「前進攻撃」や「全軍後退」などの作戦を入力して部隊の動きを列単位でコントロールする。作戦入力はコマンドを呼び出して行う（入力中は時間が停止する）。
  - ユニットは、敵陣を突破する・敵に倒される・退却することなどで画面から消滅する。どちらかの軍の兵士が全て画面から消滅した時点で戦闘が終了し、生き残り数で勝敗が決定する。
  - 戦闘開始時のユニット数は基本的に固定だが、一部の戦闘では連戦になる場合があり、直前の生き残りをそのまま次の戦いに充てるケースも存在する。傭兵以外の兵士は補充するために特別なイベントなどを行なう必要はなく、補充資金もかからない。
  - 通常の戦闘のように陣形も存在し、効果や名称はマスコンバット専用のものになっている。変更はマスコンバット開始前に行えるが、一部の戦いでは固定。

- 一部の主人公は自身が指揮官となる場合があり、戦闘終了時に新たな作戦や陣形を閃く事がある（それぞれ複数のカテゴリに分けられており、戦い方によって閃くカテゴリが異なる）。玉座イベントにて開発する作戦、特定のイベントのみ使用できる固有の作戦や、敵指揮官専用の作戦・陣形も存在する。
  - 主人公が指揮官となる場合、戦闘前に覚えた作戦や陣形をセットする事が可能で、セットしていなければ覚えているものでも基本的に使えない。作戦は原則的に 6 つまで（基本戦術の「前進攻撃」は外せない）、陣形は2つまでセット可能。主人公以外が指揮官となる場合は、作戦・陣形ともに予めセットされており変更も不可能。ただし敵指揮官は7つ以上の作戦を使用できるほか、陣形は 1 つしかセットしていない。
  - 陣形は戦闘開始時に選択することになり、交戦中の陣形変更はできない。
  - ミカエル主人公の場合、戦闘に出撃、およびこれに勝つことのそれぞれにより国威が上がる。また、ある敵勢力との 3 連戦に全て勝利すると、敵勢力から賠償金として 50 万オーラムを国庫へ受け取る。

- 参加する兵士は種類に応じて移動力・攻撃力・防御力・生命力が設定されている。種別は主に歩兵・重装歩兵・騎兵・弓兵・傭兵（攻撃力強化または移動力強化）・指揮官だが、特定の戦いのみ参加したり、玉座イベントにより参加させる兵士もいるほか、敵の場合のみモンスター兵士などが参加することもある。
- 敵と接触した際は、攻撃力と防御力を比較して、その差分だけ相手の生命力を時間に応じて削る。ただし、実行中の陣形/作戦および画面下にある「モラル（士気）ゲージ」の量によって各能力が補正されるため、双方の陣形/作戦の相性によって戦局は大きく変わる。
- 自軍ユニットが敵陣を突破した場合、突破したユニット数に応じて自軍のモラル最低値が上昇し、敵軍のモラル最高値が減少する。敵軍ユニットに自陣を突破された場合はこの逆になる。双方とも相手陣地を突破している場合は、より多くのユニットが突破している軍の方がモラルが有利になるように調整される。

会社経営（トレード）
会社を設立し、他社を買収していき自社の規模を拡大させることを通して、特定の目的達成を目指す「企業買収をシミュレーションしたミニゲーム」。
- 各地の町にいるエージェントを介して「買収劇」を行い、互いに資金を積み立てて取引をする。買収対象となるものは「物件」とされ、主に各地の産業名が名付けられている（本編の世界観とリンクしているものや、設定上のみ登場する地名などが含まれていることもある）。自社資金以外にも、取引中に編み出す物件同士の共同出資「グループ技」や、取引終了後に覚える各種小技「かけひき技」を駆使できる。
- 買収劇では相手側物件の買収を目指す「攻撃側」と、自社物件を守る「防御側」に分かれトレードを行う。攻撃側はトレード前に、買収する物件に応じた手数料を支払う必要がある。基本的に最初はプレイヤー側が攻撃側となり、各地の町を回りながら買収したい物件を探して取引を開始する。また、プレイヤー側の買収攻撃が終了後、他社からプレイヤーが所有する物件に対して買収工作を逆に仕掛けられる（プレイヤー側が防御側となる）場合がある。
  - 買収・防衛するために資金を捻出する必要があり、物件を指定して出資してもらう方法と、本社に貯まっている資金を直接出す方法の2種類がある。背景の赤と青のストライプは、それぞれ自社と敵社の勢力を示しており、基本的には資金を多く出資している側の勢力がリアルタイムで伸び続ける。資金の捻出はコマンドを呼び出して行う（入力中は時間が停止する）。どちらかのストライプの色が画面端まで伸びきれば、伸びきった側の会社の勝利となる。攻撃側が勝利すれば、その物件を買収できる（敵本社なら傘下の一部ないしはすべての物件が手に入る）。防御側が勝利すれば、その物件を買収されずに済む（プレイヤー側の本社が買収されることはない）。
  - 買収の「攻撃・防御」が 1 回終了するたびに、全ての会社の本社に対して物件からの収益が加算される。他社同士でもトレードを行なっており、それぞれの会社同士の勢力が変わり続ける。
  - 同じ額の資金を供出する場合、物件からの出資よりも自社資金の方が速く供出される。
  - 買収劇で負けた場合、物件からの出資金は取り返せないが、自社資金は取り戻される。

- グループ技を編み出すには、基本的に該当する物件から出資を依頼する必要がある。ただし出資時は物件名の色に注意が必要で、黒なら確実だが、青・黄・赤になるにつれて失敗する可能性が高まる。出資に失敗した場合、その物件は自社傘下から離脱し、以後も協力しなくなる（独立する）。その際、独立した物件の売却代金がプレイヤーの本社資金に支払われる。再び出資を依頼するためには、その物件を再度買収しなければならない。独立した物件はグレーで表示され、次回からの取引では表示自体されなくなる。なお、1つだけ特定のグループ技を取得しないと出現しない物件が存在する。
  - グループ技自体にも同様のシステムが設定されており、黒色表示以外の場合はグループを構成する物件のどれかが独立する危険性がある。
  - グループ技を用いて出資を要求した場合、出資額にグループに応じたボーナスが追加される。
  - 買収劇対象の物件とグループ技が組める物件へ出資を要求すると、グループ技を用いて出資した場合と同様のボーナスが出資額に追加される。
  - 買収劇での出資以外に、グループ技に参加している物件には収益のボーナスも追加される。特に、コストやパトロンなど支出がある物件はグループ技への参加によりこれを軽減ないしは解消できる。

- かけひき技を編み出すには、基本的に該当する産業をする物件を持っている必要がある（物件ごとに産業の確認が可能）。中には、産業ではなく特定の物件自体を持つことによってかけひき技を覚えたり、買収劇に負けることで覚えるケースもある。「敵会社独自のかけひき技」も存在する。
- イベントにより他社と同盟を組むこともある。同盟相手の本社からは買収を仕掛けてくることはなく、また同盟資金を要求することが可能（資金は同盟に参加している物件数に応じた金額で、何度でも出せる）。ただし同盟内の他社物件に対してプレイヤー側が買収工作を仕掛けることはできる。その場合、買収劇を開始した時点で同盟は破棄され、そのトレードの目的を達成するまで二度と同盟は組めない。また、同盟を組んでいる場合に限り覚えられるかけひき技がある。
- 億単位の資金を扱うことになるが、会社の資金は本編に流用できない。また、会社の資金が底をつくか、ギブアップをすると、イベントはそこで中断し二度と会社経営に参加できなくなる。
- トレードの目的を達成した上でトレードモードを終了すると、フルブライト 23 世から報酬金として 1 万オーラムを受け取り、そのトレードイベントが終了する。トレードの目的は 3 種類用意されており、全て達成すると 3 万オーラムの収入になる。

## リマスター版追加要素
引継ぎ
ニューゲーム時に既存のセーブデータから状態を引き継げる。クリアデータ限定などの制限はなく、いつでも実行できる。
遺物などのイベントアイテムを除く全所持品・所持金・ブラックを除く全キャラクターの成長データ（WP・JP・技＆術レベル）・マスコンバットの陣形＆戦術・トレードの総資金＆総資産＆かけひき技（フルブライト演説を除く）・陣形・極意化した技・四魔貴族撃破で解禁されるもの以外の習得済みの術を引き継げる。左記の例外の他には、HP・極意化していない習得技・トレードの所有物件＆グループ技・預金・国庫・工房の開発状況は引き継がれない。また、ブラックの成長データ＆習得済みの術は、引き継ぎの仕様が他のキャラクターと異なるため、直接引き継がれることはない。
引き継いだアイテムはすべて倉庫に送られる。その為、同じ装備品を10個以上引き継ぐことはできない。
ハーマン/ブラックのデータ引き継ぎ
ハーマンとブラックは、キャラクターの設定上同一人物だが、内部データ上では別々のキャラクターとして扱われている。イベント及びシステムの仕様上、ハーマンのデータ（HP・WP・JP・技＆術レベル・装備品・習得済みの技・術）がブラックのデータに直接引き継がれているように見えるが、実際はハーマンが離脱・ブラックが加入した際に、データをそのまま書き写す形で上書き処理が行われている。2人のデータは互いに共有していないため、ブラック加入後のハーマンのデータは離脱時の状態を維持したままとなる（離脱後のハーマンのデータは、得意分野の自動成長が行われることもある）。そのため、ブラックを直接育ててもハーマンのデータに反映されることはない上に、データの上書きが一方的になっていることが原因で、ブラックのデータを直接引き継ぐことは不可能となっている（1周目のデータで、ハーマンの剣・大剣レベル35の状態でフォルネウス（幻影）を倒した場合、ハーマンとブラックが入れ替わり、ハーマンのデータはそのままブラックのデータに上書きされる形で引き継がれる。ブラックの剣・大剣レベルを35から45まで上げたデータを引き継いで2周目を開始した場合、ハーマンの剣・大剣レベルは35から全く変化していないため、ブラックの剣・大剣レベル45がハーマンに直接反映されることはない。ハーマンの剣・大剣レベルを35から40まで上げてフォルネウス（幻影）を倒すと、ブラックの剣・大剣レベル45が40に上書きされてしまう。ただし、ハーマンの剣・大剣レベル35を50まで上げれば、ブラックの剣・大剣レベル45は50に上書きされることになる）。
既述の通り、ブラックの成長データと習得済みの術を引き継ぎしたい場合、ハーマンの時に育成・習得させる形で補う必要がある。
データの上書きを利用したハーマンの装備品増殖裏技が発見されている（ブラック加入時の装備品がハーマンの装備品と一緒なのは、データの上書きが原因のため）。増やしたい装備品をハーマンに装備させた状態でフォルネウス（幻影）を倒してセーブ、「ニューゲーム＋」でデータを引き継いで同様の手順を繰り返せば、倉庫の上限を越えない限り装備品を複数増やすことが可能。ハーマンが離脱した時点で、彼の装備品は2つに増殖されているが、元となる彼の装備品は持ち逃げ状態となるため、その周回プレイでは直接回収することは不可能（倉庫に入っていない上に、ハーマンが永久離脱したことにより仲間にする手段が無いため）。データを引き継ぎして倉庫から回収する必要がある。
暗闇の迷宮
ミューズの悪夢イベントクリア後に解禁される新ダンジョン。
後悔の念が集まっており、迷宮内でその念を集めることでその念に基づくありえない可能性を垣間見ることができる。それはあくまで白昼夢に過ぎないが、ある程度の実在性を伴う。しかし、迷宮には強力過ぎるが故に存在を封じられた魔物も眠っている。それらは実体を持たないため迷宮内に登場することはないが、この魔物は夢の中であれば力を振るうことができ、自身の依り代である夢の源流である後悔を絶やすことを許さない。
最奥部を除けば4つの領域があり、それぞれ5つのマップで構築される。それらは半分以上が暗がりとなっており、手探りで道を探さないといけない。正解のルートは上記の「後悔の念」に当たるメッセージが表示され、これを辿ることが念を集めるということになる。なお、3番目以降は四魔貴族をすべて撃破しないと進むことはできない。
迷宮内には各領域に4種類ずつのシンボルが、決まった組み合わせの編成で徘徊している。これらは実際の敵レベルとは無関係なため、早々に強力な敵と戦うことができる。ただし、イベントでのみ登場する敵は出現しない。シンボルは決まったルートを延々移動しており、接近しても追跡してくることはない。また、背後からやダッシュで接触しても一切影響なく戦闘が開始する。通常エンカウントで遭遇が非常に困難だった敵と確実に戦えるようになったため、レアドロップを狙いやすくなった（例・亡霊系最上位の明王が落とす降魔の剣、水棲系最上位のゼラビートルが落とす水心の爪・水鏡の盾）。
5マップ目には後悔の念の元となる人物の姿があり、話しかけるとイベント後にボス戦となる。勝利することで、ハリードを強化できる首飾り、WP・JPが半減する指輪、非常に貴重な「死のかけら」が入手できる。また、一部ではこのボスからしか入手できない貴重な装備もある。ボス撃破後にはマップ上部のワープゾーンが機能するようになり、奥に進めるようになる。また、このワープゾーンは中継地点も兼ねる。
最奥部は明るい単調なマップで、すぐボス戦となる。撃破後はイベントが発生し、極意の習得率が上がる指輪が手に入る。なお、撃破後のイベントはサラ主人公・ハリード・トーマス・エレン・ユリアン加入によって会話が追加される。

## ストーリー
300年に一度起こる現象、死の星が太陽を覆い隠す「死食」に翻弄される世界。
死食が起こった時、その年に生まれた全ての生命が死に絶えてしまう。
人も、動物も、モンスターも赤子の命を奪われ、草木が枯れ落ちて飢えに苦しみ、世界は荒れ果ててゆく。
ところが、600年前の死食で1人の赤子が生き残った。人々は死食を跳ねのけた「宿命の子」として祝福したが、死に魅入られ、死の定めを背負ったその子は魔の世界「アビス」に住む四魔貴族を従え「魔王」となり、世界に君臨。人々を恐怖と圧政で苦しめ、ある日突然姿を消した。
それから300年後、再び死食が起こり、1人の赤子が生き残った。魔王の再来を恐れた人々はその子を殺そうとしたが、赤子は死の魅惑を退けて成長し、やがて多くの仲間と共に四魔貴族に戦いを挑み、アビスに追い返した。人々は世界に平和をもたらした宿命の子を「聖王」と呼んだ。
そしてさらに300年後、またも死食が発生する。宿命の子は生まれたのか？その運命は聖王か、魔王か？人々は怯えながらも日々を過ごす一方、世界は再び動乱の時代を迎え、その影では聖王が封印した「アビスゲート」が死食によって再び開き始め、四魔貴族が現れようとしていた。
そんな折、死食から15年後のロアーヌ侯国で反乱が発生。辺境の地シノンの開拓民ユリアン、エレン、トーマス、サラは、逃亡中の候女モニカを流浪の剣士ハリードと共に護衛しつつモニカの兄ミカエルのもとへ向かう。
ミカエルは妹を安全な場所に避難させた後、護衛の剣士カタリナらと共に反乱の首謀者を討ち、クーデターを鎮圧。ユリアンたちは事件解決の功労者としてロアーヌ宮殿へ招かれることになる。
この事件をきっかけとして8人はそれぞれの道を歩み始め、世界中を旅することになる。
その中で宿命の子と深く関り、四魔貴族と世界の命運をかけた戦いを繰り広げてゆく。

## 登場人物
続編『ロマンシングサガ・リ・ユニバース』のキャラ紹介では彼らのエンディング後の様子が紹介されている。

### 主人公
以下の8名から選択。前述の「宿星」「得意武器」以外にも「名前」を変更可能。主人公に選ばなかったキャラクターも、パーティメンバーとして加入させることができる場合がある。一度加えたパーティメンバーと任意で別れるには、原則的に町にあるパブの店員に相談する（主人公以外の仲間になる人物（後述）も同様）。「聖王記」には三度目の死食の十余年後、神に選ばれた8つの光が集い、邪悪な者をアビスの彼方に封じるという予言が書かれた節がある。
ユリアン・ノール
声 - 堀江瞬（サムライ ライジング）
肩書:シノンの開拓民、20歳、男性、宿星:歳星
シノンの開拓民。死食で妹を失っていたがシノンに移住してエレンと出会い、行動力のある本来の性格を取り戻し、エレンに恋心を抱く。なお、当初はトーマスを金持ちであることを理由に嫌っていたが、死食に伴う飢饉の際に食料を分けてくれたことで見直した。自分が正しいと思う事を行なう正義感の強さを持ち、それを認めたハリード・好意を持ったモニカの両名の推薦でロアーヌのプリンセスガードへ入隊を誘われる。そのため主人公の時以外ではロアーヌ宮殿におり、仲間にする機会は限られる（主人公がカタリナだと仲間にできない）。パーティーから離脱させると行方がわからなくなってしまい、2度と仲間にできなくなるので、考えて仲間にする必要がある。能力は突出して高い意志力以外は平均的。
エンディングは大きく2種類存在し、モニカとの恋仲をミカエルに認められれば男爵の地位を与えられ、そうでなければ故郷に戻り、さらにパーティーにエレンがいるか否かで内容が変化する。『ロマンシングサガ・リ・ユニバース』ではどちらが正史であるかははっきり描かれてはいない。
トーマス・ベント
肩書:シノンの開拓民、22歳、男性、宿星:辰星
シノンの開拓民で、シノン一の豪農・ベント家の生まれ。若者達のリーダー的存在で、愛称はトム。家訓に従い、戦闘から料理まで器用にこなす。それもあって、全ての武器に適性を持つ（彼がパーティにいない間、全ての武器の技能レベルが自動成長する）。ピドナの本家はクラウディウス家ゆかりのメッサーナの名族で、現当主は彼の祖父の弟。死食の飢饉の際、最初はユリアンが訝しんだ通り自分が困らない程度に食料を分ける程度で済ませていたが、祖父に半端な対応を叱責されたことですべて差し出すようになった。彼自身も会社経営の才能があり、「会社経営」に参加する為のキーキャラクターとなっている（会社経営の物件にも彼の家にまつわる物件がある）。主人公以外の場合はピドナにある彼のハトコの家にいる。ゴン捜索イベント開始時にパーティーが5人以下の場合、自動的に仲間になるが、パーティーが6人の場合、ハトコの家に戻っている。ゴン捜索イベント終了後、いつでも仲間にすることが可能な上に、後に発生する夢魔イベントとマクシムス追跡イベントによる聖王遺物の入手の伏線になっている（カタリナ主人公時、マスカレイド奪還の重要なイベントに関わる）。
エンディングは会社経営をクリアしたか否かで分岐する。
リマスター版では、パーティにいない状態で発生する得意分野の自動成長を利用することで、全ての武器の技能レベルを最大までカンストさせることが容易になった。
破壊するものとの戦い後は東方の交易で成功し、見捨てられた地の開発に乗り出した。
ミカエル・アウスバッハ・フォン・ロアーヌ
肩書:ロアーヌ侯爵、27歳、男性、宿星:鎮星
ロアーヌの若き侯爵。容姿端麗。軍隊の指揮能力に優れ、領民の評価も高い。冒頭で臣下のゴドウィンに反乱を起こされるが、以前から叛意を持っていたことを見抜いていたミカエルが「反乱を起こしやすい条件」をお膳立てしてやった結果あぶり出されたに等しい「仕組まれた反乱」。ただし反乱の決行をモニカ自らが知らせに来る事だけは想定外であり、これの対処が一部主人公にとってのオープニングイベントになる。領主のため倉庫には多くの武具が備蓄され、外出するには影武者を城内に置く必要がある。銀行は利用できず、手持ちから超過した分のオーラムはロアーヌの国庫に入れられるが、国庫から資金を引き出すことは不可能である。リマスター版では他の主人公から銀行のカードを引き継げば、国庫からお金を引き出す形で銀行が使えるようになった。通常の居場所がロアーヌ宮殿内のため、他の主人公で彼を仲間にする機会は限定される。さらにモニカを同じパーティに入れる事は一部の例外を除いて不可能。
玉座イベント
彼が主人公の時に行えるロアーヌ国の施政。様々な方法でロアーヌの産業・社会・軍事を発展させることが目的。武器防具開発や、マスコンバットに関連した戦術開発・各種強化も可能で、マスコンバットのイベントが発生する場合もある（このイベント専用の登場人物もいる）。国威に応じてエンディングが変化する。
破壊するものとの戦い後はカタリナを妻としてロアーヌ侯国を繁栄させた。

ハリード
肩書:流浪の王族、33歳、男性、宿星:太白
トルネードの異名を持つ流浪の剣士。色黒で長髪を後ろに纏めている。剣士の他に軍師としての名声も高く、国軍上層部だけではなく辺境の開拓地シノンにもトルネードの名を知る者がいるほど。ゴドウィン反乱の折にはモニカの護衛の中にたまたまいたのに気づいたミカエルが引き抜きを行い、兵士も「トルネードと共に戦える」事で士気が上がる様子を見せている。
常に「カムシーン」という曲刀を持ち歩いており、トルネードが持つシンボルとしてセットで有名。ただしゲーム開始時点では彼が持つカムシーンは本物ではなく、本物のカムシーンは別途存在し、それに憧れている彼が自身が持つ曲刀にそう名付けているだけである
その正体は神王教団に国を滅ぼされたゲッシア朝ナジュ王国の王族。心の隅では、王国滅亡時に生き別れた恋人のファティーマ姫を探している。姫からは私の光という意味合いで光明を意味するエル・ヌール という愛称で呼ばれていた。上記の「カムシーン」は初代国王アル・アワドの愛剣カムシーンのこと。
腕は立つが金にがめつく、これは集めた金で王国再建を考えているため。他の主人公の場合では「聖王の墓でも見に行く」の言葉通り、ランスの聖王廟の中にいる。話しかけるだけで、いつでも仲間にすることができる。
エンディングは後述の諸王の都のイベントで変化する。
リマスター版では武器装備枠の1つ目である曲刀枠に何も装備していない状態で、大剣技の無刀取り（敵の武器を奪い取って反撃するカウンター技）が成功した場合、敵から奪い取った武器が曲刀枠に無理矢理装備されている裏技が発見された（武器のアイコンは曲刀のままだが、武器名は変わっている）。武器を奪い取ることが可能な敵及び、奪える武器は敵ごとに決まっているため、曲刀枠に無理矢理装備できる武器は、奪うことが可能な武器に限られる。奪い取った武器を外すと曲刀枠に再装備不可能だが、再度無刀取りを成功させれば曲刀枠に再装備が可能。
破壊するものとの戦い後はファティーマと結ばれたともカムシーンを振るって自分の王国を立てたとも言われる。
サラ・カーソン
肩書:シノンの開拓民、16歳、女性、宿星:歳星
シノンの開拓民で、エレンの妹。姉とは正反対で消極的だが頭はよく、姉からの自立心も持っており、決心した時の行動力は周囲の人間を驚かす。トーマスを慕っており、序盤以降は「トーマスと一緒にピドナに行く」という言葉通り、トーマスのハトコの家にいる。物語の重要な鍵を握っている人物。主人公にした場合、ハリードについていくケースもある。話しかけるだけで仲間にできるが、アビスゲートを4つ閉じると永久離脱してしまい、仲間にすることができなくなる（サラを主人公にした場合、少年が永久離脱してしまう）。

エレンとユリアンのパーティー加入状況でエンディングの内容が変化する。
破壊するものとの戦い後はシノンに戻って幸せに暮らしたという。
エレン・カーソン
声 - 相坂優歌（サムライ ライジング）
肩書:シノンの開拓民、20歳、女性、宿星:太白
シノンの開拓民で、サラの姉。健康的な美人で、ユリアンを始め村中の男に言い寄られるが、本人は恋愛沙汰には全く興味が無い。村の腕相撲大会で優勝する腕っ節を持ち、男勝りの性格。ヤキモチ焼きでプライドが高く、普段は表に出さない。今まで面倒を見ていたユリアンとサラが、モニカの護衛をきっかけに立て続けに自分の許を離れていったため、彼らを守っていたエレンも自分を見つけるための旅へと出る。カーソン家は会社経営の物件によると小麦農家で、経営者は祖母。主人公以外の場合はランスにいる（主人公に選択した場合もハリードに付いてランスに向かう選択肢が存在する）ため、話しかけるだけで、いつでも仲間にすることが可能。エレンを主人公にした場合、固有イベントが存在しないので、フリーシナリオを一筋で楽しむ主人公と言える。
エンディングはユリアンがパーティーにいるか否かで変化する。
モニカ・アウスバッハ
肩書:ロアーヌ侯爵の妹、19 歳、女性、宿星:熒惑
ミカエルの妹。誰よりも兄を慕い、性格はおとなしいが行動力はあり、剣術や馬術を身につけている。兄と同じく容姿端麗で、ブロンドの髪と鮮やかなピンク色の服が特徴。物語冒頭で助けられたユリアンに好意を持つ。立場上、主人公の場合はツヴァイクの武闘会やその関連イベントに参加出来ない。ミカエル同様にロアーヌ宮殿にいるため他の主人公で仲間にする機会は少ない（ミカエルがパーティーにいるか、主人公がミカエルだと仲間にできない）。モニカを仲間にした状態でミカエルに話しかけるとミカエルに注意されてしまい、モニカがパーティーから外れて自室に戻る。主人公キャラクターの中で唯一、成長データの初期値が全て0なので、育成に時間がかかるのが欠点（彼女のみ、パーティにいない状態による技能レベルの自動成長がない）。
エンディングはユリアンと同じく、彼との恋仲をミカエルに認められるか否かで分岐する。
破壊するものとの戦い後は驚くほど記録が残っていない。
カタリナ・ラウラン
声 - 遠藤綾（クリスタル オブ リユニオン） / 高本めぐみ（サムライ ライジング）
肩書:ロアーヌ貴族、24歳、女性、宿星:辰星
モニカの侍女で護衛も務める剣士。貴族の家系の出身で責任感が強く、常に沈着冷静。その剣技と性格がミカエルの父フランツの目に留まり、15歳の頃より モニカの側につけられ、ロアーヌに伝わる聖王遺物マスカレイドを授けられ、ミカエルにも絶大な信頼を寄せられている。素早さが高く、特に主人公時の設定次第では他のキャラの追随を許さない。密かにミカエルに恋心を抱くが、それが災いしてマスカレイドを盗まれる。奪還するため旅に出る事情から、仲間にできる期間は主人公をハリードかミカエルを選んだ時の序盤のオープニングイベントのみに限られる。そのためオープニングイベント後にカタリナを仲間にすることはできないので、パーティーメンバーとして参加させる方法は、カタリナを主人公にするしかない。マスカレイド盗難を機に短髪となるが、マスカレイドを奪還（マクシムスを倒すことが条件）すると任意で髪型を原型に戻せる（ビューネイ軍団によるロアーヌ襲撃イベント中にパーティーが6人の状態でミカエルに話しかけると髪型について聞かれる）。ロアーヌに帰還する方法は、マスカレイド奪還とロアーヌ襲撃イベントが発生したタイミングに限られる。ちなみに、マスカレイドは代々ロアーヌ王妃が所持することになっている。
エンディングによってはミカエルから告白されるが、されない場合は自分から側に居られないと立ち去ってしまう。『ロマンシングサガ・リ・ユニバース』では結婚したのが正史となっている。

### 主人公以外の仲間になる人物
旅先では、様々な仲間との出会いがプレイヤーを待ち受けている。それぞれ得意技能や初期の強さが異なり、仲間になる条件も多彩である。
タチアナ・ラザイエフ
肩書:放浪娘、14歳、女性、宿星:鎮星
クマのぬいぐるみ（固定装備）を抱えた家出少女。出会う度にミルフィーユ、エクレア、ババロア、タルト、シャーベット、クレープ、キャンディー、スフレといった洋菓子を由来とした8つの偽名を使い分けるが、実はメッサーナ王国の都市リブロフの大商人ラザイエフ家の末娘。放浪中の各地で主人公を見かけると追いかけて無断でパーティに加わる（ミカエルを除く）。パブで別れることは不可能で、リブロフに行く（直接立ち寄る・この町行きの船に乗る）とパーティを抜ける。ゲーム中では彼女の正体について明示されず、フルネームも確認できない。14歳の少女とは思えないほど能力値は平均的。欠点は、固定装備の防御力が低い上に特殊効果が何も無いのと、装備枠（防具）を1つ圧迫している点。そのため、他のキャラクターよりも防御面では不利になりやすい。また、モニカと同様、初期装備が貧弱な上に成長データ初期値が全て0なので、育成に時間がかかる。
リマスター版の追加イベントではその過去が明かされた。タチアナを可愛がっていた父に店以外の家の全てを相続させられる事になっていたが、それを妬んだ姉のベラと兄のボリスに誕生パーティーの場で毒殺されかけた恐怖から逃げ出し、現在に至る。偽名を名乗っているのも姉達から逃げ続ける為であり、名前もその日を忘れない為にパーティーの食卓に上がっていたデザートから取っている。
破壊するものとの戦い後はラザイエフ家に戻り、世界中を旅した人脈を駆使して世界一の財閥にのし上げたという。齢100歳を超えてもくまちゃんは手放さなかった。
詩人
肩書:聖王記読み、年齢不明、男性、宿星:辰星
聖王記を語り歩く吟遊詩人。彼の詩を聞くと、新たな詩を見つけるためと言い、パーティーに空きがあるとその場で強引にパーティに加入する。パブで別れようとすると断られてしまうが、離脱させるタイミングは四魔貴族（幻影）を1体倒した後にパブで別れることは可能。モニカ誘拐事件の際は、ゴドウィンの洞窟周辺をうろついていたところを洞窟に捕らえられてしまっている。この時もパーティに加わるが、詩を聞いた時と違いイベントが終わるとすんなり抜けてくれる。
聞ける詩は「新しい詩」と「古い詩」があり、新しい詩は彼オリジナルの詩だが、古い詩はその時いる地域に応じて古くからの伝承を聞かせてくれる場合があり、ストーリーのヒントになる事がある。
特殊技 の「みんなのうた」は味方全員の能力を一時的に引き上げる。
ミューズ・クラウディア・クラウディウス
肩書:深窓の令嬢、22歳、女性、宿星:熒惑
メッサーナ王国の首都ピドナの名家クラウディウス家の元令嬢。父クレメンスの暗殺後はピドナ旧市街に隠れ住み、その優しさで周辺から女神のように慕われている。病弱でほとんど床に臥していたが、さらにある時何者かに眠らされ夢の中に囚われてしまう。しかし解決すれば健康を取り戻し、仲間にも加えられる。
健康を取り戻したとは言うものの真っ当に鍛えていた戦士などに比べれば貧弱（成長データ初期値が全て0）で、LPと体力は非常に低い。代わりに魅力が突出して高い。
破壊するものとの戦い後も銀の手の相克に苦しむシャールを支え続けた。
シャール
肩書:元術戦士、30歳、男性、宿星:鎮星
ミューズを守る忠実な男。クレメンスの元部下で優れた術戦士だったが、現在ピドナを支配するルートヴィッヒには従わず、利き腕の腱を切られる（民衆から信頼があったため処刑は免れた）。そのため腕力と器用さがほとんど無い（全キャラクター中もっとも低く設定されている）。武器を使った戦いには向いていないが、力を取り戻すには銀の手が必要になる。他のキャラクターと違い、銀の手による二刀流が不可能な点と、朱鳥術のエキスパートのため、他の地術系統を覚えられない点が挙げられる。装備による能力値補正の場合、能力値の横に＋○と表示されるが、彼に銀の手を装備させた時のみ能力値が青文字で表示される仕様になっている。青文字の腕力表示は21だが、実際は23である（器用さ19の表示は、そのまま反映されている）。リマスター版では腕力表示が23になり、青文字から黒文字に変更された。
ゴン捜索イベントの時にパーティの人数によっては一時的に仲間になる他、ミューズと同じく夢魔イベントを終えればいつでも仲間にできるようになる。夢魔イベント開始時、主人公がシャールと一緒に同行しなくても夢魔イベントを終了させることは可能だが、銀の手を入手することは出来ない。銀の手を入手する場合、主人公の同行が必須になる。
破壊するものとの戦い後はミューズと結ばれたが、銀の手の相克に苦しめられた。
ノーラ
肩書:職人、23歳、女性、宿星:歳星
代々続く由緒ある鍛冶工房を継いだ鍛冶屋。先代である父の仇を探すため旅に出る。職業柄、武器の扱いが得意で腕力、器用さが高い。彼女がパーティにいると工房の開発が早くなる。彼女自身を工房の開発担当にさせることもできるが、仲間にはならなくなる。5人以下のパーティでピドナの工房地下に行き、選択肢で「ノーラを助ける」を選択すれば仲間にできるが、「今は見ている」を選択するか、パーティに空きがない場合は二度と仲間にできなくなる。
ハーマン（ブラック）がパーティーにいる状態で彼女を仲間にする手順を進めると、ハーマン（ブラック）が海賊ジャッカルに関する情報を提供する特殊な会話が追加される。この会話を見る場合、ノーラを仲間にする手順と工房の開発を後回しにする必要があるため、縛りプレイになる。特にブラックの場合、フォルネウスを倒した後に工房を訪れる必要がある。リマスター版の場合、十分に育てたパーティーメンバーと強い装備品を整えておけば、ニューゲーム＋で序盤のうちにフォルネウスを倒すことが可能になったので、早期に会話を見ることが可能になった。
破壊するものとの戦い後はピドナ工房を普通の鍛冶屋に変え、日用品を作り続けた。
少年
肩書:????、年齢不明、男性、宿星:鎮星
各地を放浪している、黒い髪と瞳を持つ少年。生まれてすぐ腐海に捨てられ、関わった者全てが死ぬため他人を拒絶しており、世界各地のパブ等で頻繁に姿を見かけるものの話しかけても「構わないで」としか言わない。
仲間にできる条件・期間が非常に特殊で、いずれの場合でもラストバトルには絶対に参加できない。サラが主人公の場合はオープニングイベント終了後最初に見かけた時点で話しかけただけで無条件で仲間になるが、4つ目のアビスゲートを閉じる時に永久離脱してしまう。それ以外の主人公の場合は上記の通り拒絶され続け、4つ目のアビスゲートを閉じる時にサラがいなくなる代わりに仲間にできるようになるが、ラスボス戦直前でやはり永久離脱する。
リマスター版での追加イベントにて、実際には彼の両親は捨てたのではなくアビスのモンスターに襲撃されてなくなっていたことが判明。アビスのモンスターに村を滅ぼされたが、宿命の子だと分かった上でたとえ危険にさらされようとも捨てるというつもりはなかった様子。
破壊するものとの戦い後はどうなったのかを知るものはいない。
ロビン（本物）
肩書:覆面の怪傑、22歳、男性、宿星:辰星
ヤーマスに現れる謎の覆面男。本名はライム。ドフォーレ商会の悪事を懲らしめる正義の味方。能力が平均的に高く、得意な小剣は無条件に消費WPが1少なくなる（下記の偽者も同様）。下記の偽者と共通の、専用のテーマ曲も用意されている。また、これも偽物と共通だが、正体が一般住民のため仲間にしている間は該当する住民の姿が無い。
ヤーマスのイベントを終えた後、港の倉庫で仲間にできる。倉庫に入るたびに本物か下記の偽物がランダムでどちらか現れる。加入を断って倉庫に入り直せば望みの方が現れるまで繰り返せる。外見やキャラクターの背景のモデルは怪傑ゾロ。
ロビン（偽物）
肩書:覆面の怪傑、42歳、男性、宿星:熒惑
ヤーマスに現れるロビンの偽者。本名はトラックス。正体はヤーマスのパブのマスター。仲間にしている場合は当然パブのマスターは姿を現さない。役割は本物と同じで、主に本物のロビンが怪我などで人前に出られない時に現れる。一目で偽者と分かる体型だが、少なくともヤーマスの住民は彼が偽者であることを知らない。その見た目に反し、素早さが本物より高い。小剣技の消費WPが1少ないボーナスは本物と同様に所持している。また本物はデフォルトで蒼龍の術を体得しているが、偽物は術を体得していない。
破壊するものとの戦い後も彼ら怪傑ロビンの活躍は続いたという。
ウォード
肩書:北方人、37歳、男性、宿星:太白
ユーステルムに住む、腕力と体力に優れる屈強な大男。ユーステルムは初代ロアーヌ侯フェルディナンドと侯妃ヒルダの故郷であり、彼も2人の血を引く子孫のため、ミカエルやモニカとは遠い親戚にあたる。狩り場に巣食った魔物を退治する仲間を探している。
氷湖の魔物を退治するイベントで仲間になるが、この時は彼を仲間にしている間は氷湖とユーステルムしか行けなくなる。氷湖イベントをクリアした後は自由に仲間にできるようになる。なお氷湖イベントの際にウォードと会話のやりとりで、「仕事内容を聞く」→「魔物討伐の報酬を聞く」→「その上で断る」という対応をするとマスクデータの「がめつさ」が上昇し、繰り返して「がめつさ」が一定値を超えるとそれ以降はウォードに話しかけてもいきなり報酬の話になってウォードを怒らせてしまうようになり、氷湖イベントを開始できなくなってしまうため、ウォードを仲間にできなくなる（主人公がハリードの場合、「がめつさ」初期値が一定値に近いほど高いため、値上げ交渉のイベントを後回しにしてから氷湖イベントを開始するか、最序盤のうちに「がめつさ」を下げ続ける必要がある）。
氷湖イベントをクリアしないと、ランスのアンナからオーロラが出る話を聞くことができなくなってしまい、雪の町と氷銀河に行くことができなくなる（雪だるまを仲間にすることができなくなる上に、永久氷晶と氷の剣が入手不可能になる）。
「魔物討伐の報酬」を聞いた時点で「がめつさ」が上がるのに対し、仕事を引き受けた時点で「がめつさ」が下がる仕様になっている。そのため「がめつさ」を下げる唯一の方法は、ウォードと会話のやりとりの際に、「仕事内容を聞く」→「引き受ける」(魔物討伐の報酬は聞かない)→ウォードをパブで離脱させる手順のみに限られる。この方法を繰り返せば、「がめつさ」を下げ続けることが可能。
破壊するものとの戦い後はミカエルを頼ってロアーヌに移り、東方の開発に身を投じた。
ポール
肩書:元盗賊、20歳、男性、宿星:歳星
冒険家に憧れて旅立った青年。ある時襲われた野盗に強引に手下にさせられて現在は盗賊になっているが、性根までは腐っておらず、人身売買は嫌っていて、特に女性に対しては対応が異なる。
仲間にする方法は、次の2通り存在する。
ランスの商品配達イベント中（野盗の活動が活発な序盤）、パーティが2人以上の状態で一部の女性キャラクター（エレン、サラ、モニカ、カタリナ、ミューズ、タチアナのいずれか）を仲間にした状態で野盗戦を全滅すると、連れて行かれた先の野盗の巣窟でポールが助けに来てくれ、そのまま仲間になる。洞窟を出る際に一時的にパーティから離脱するが、以後はキドラントに戻っており、いつでも仲間にできる。
序盤で野盗の巣に乗り込み、ポールを見逃した後、大野盗を倒すか、お金交渉で見逃す。この後アビスゲートを1つ閉じるとキドラントに戻っている。
能力は全体的に平均値だが、全キャラクター中で唯一、20以上の能力値が1つもない（最高値は19）。名前の由来はアニメ『ポールのミラクル大作戦』に登場する主人公の名前から。
ハーマン / ブラック
肩書:元海賊、39歳、男性、宿星:太白
グレートアーチに住む、白髪で義足の老人。正体は南方を荒らし回る温海の海賊の首領ブラック。9年前メッサーナ王国の海賊討伐から逃れる途中、西太洋でフォルネウス（幻影）に船を沈められた時に左足を喰われて生気も吸われ、現在の姿になった。それ以来、ハーマンと名乗るようになり、自身が海賊ブラック本人であることを明かすことはない。生気を吸い取られた影響で能力値が著しく低いが、彼を連れてフォルネウス（幻影/後述）を倒すと本来の姿・能力になる（失った左足と髪の色が元に戻り、名前も本名である「ブラック」に変わるのと、LP・腕力・体力・素早さ・魅力が上昇する）。また、一人称を含めて本来の口調に戻るようになる（ハーマン時の一人称は「わし」だったが、ブラックの場合、「オレ」か「オレ様」になる）。海賊行為の一環として、バンガードのイルカ像にもかつて関わったことがある。
海賊ブラック本人であるため、当然ながら海賊ブラックの残した宝について詳しい。グレートアーチには「海賊ブラックの宝が隠された洞窟を教える」と称して無関係の洞窟を教えてくる人物が多数いる中、唯一本当の海賊ブラックの洞窟を教えてくれる。打倒フォルネウスのためにイルカ像の話を持ちかけた場合、彼の顔色が急に変わり、洞窟の場所を無料で教える代わりに自身の同行を申し出るようになる（ハーマンの顔色が急変するあたり、長年に渡りフォルネウスに復讐する機会を待ち続けていたことが覗える）。洞窟内の分かれ道の正しい方、宝の有無、罠の注意など詳細に案内してくれる。彼から洞窟の場所を有料で聞いて彼を仲間にしないままフォルネウス（幻影）を倒すことも可能だが、永遠に本来の姿を取り戻すことができなくなってしまう。
海賊と言っても悪党の面影はなく、ブラックに戻った後でも主人公たちの仲間として行動してくれる。
老人ハーマンをパブで離脱させることは不可能のため、離脱させる方法はLPを0にするか、彼を連れてフォルネウス（幻影）を倒すしかない。本来の姿になればパブで離脱させることは可能になる。
マクシムスの正体を暴くには、ハーマン（ブラック）の同行が必須条件になっている上に、貴重なアイテムを入手できる重要なイベントになっている（カタリナが主人公の場合、ロアーヌに帰還する方法となるマスカレイド奪還の条件に当てはまるイベントのため、更に重要なイベントになった）。
リマスター版ではハーマンの装備が2つに増殖する裏技と、ブラックのデータを引き継ぎする都合上、ハーマンを育てる必要があるため、かなり重要度の高いキャラクターとなっている。ただし、ハーマンのHP・武器・術レベルの成長速度は全体的に低いのと、LPの低さに気を配らないといけないため、育てることに苦労する点は変わらない。
ブラックのデータを引き継ぎで即戦力として使う場合、ハーマンを十分に育ててからデータを引き継いで活用する方法が基本になる。そのため、ブラックを育てる必要性は完全に無くなってしまった（ブラックの武器・術レベルの成長速度は、ハーマンよりも高めに設定されているが、既述の通りブラックのデータは直接引き継ぐことが出来ないため、実質的に意味がない）。また、全キャラクターのHPは引き継ぎできないため、ブラックを成長させても問題ないデータは、実質的にHPのみとなる（HPの成長速度はハーマンよりも高めに設定されている）。
リマスター版で追加イベントは特に用意されていないが、打倒フォルネウスの手順を進めた場合、過去にハーマンとフォルネウスに何か因縁があった可能性や、ブラックの財宝についてかなり詳しい事が冒険記で確認できるようになっている（船を沈められて片足を喰いちぎられた過去と、ハーマンの正体がブラックであることは本編で語られていない）。
本編のストーリーの後（破壊するものとの戦い後）は、海賊に戻って世界の海を荒らしまわったが、ベント家・フルブライト家の連合艦隊に敗れ行方不明になった。モデルは小説『白鯨』の登場人物エイハブ。名前の由来は『白鯨』の著者ハーマン・メルヴィル。
フルブライト23世
肩書:商人、23歳、男性、宿星:鎮星
大商家フルブライト家の23代目当主にしてフルブライト商会会長。地元ウィルミントンの住人から「最近はイマイチ」と評されるも、商会の規模は現在も大きく、世界経済の掌握を考えている野心家。術法も心得ている。ゴン捜索イベント終了後、トーマスのハトコの家を訪れている（パーティーにトーマスがいる、主人公がトーマスであることが条件）。彼に話しかけると、トーマスに会社経営の話をもちかけてくる。最初のトレードイベントをクリアすると、仲間に出来る。リマスター版では、ニューゲーム＋で総資産が1億オーラム以上に到達したデータを引き継ぎすれば、最初のトレードイベントを簡単にクリアできるようになった。そのため、かなり早い段階で彼を仲間にすることが可能で、すぐに次のトレードイベントに挑戦できる。
ツィー・リン（智鈴）
肩書:ムング族の娘、28歳または23歳、女性、宿星:歳星
東の国の「ムング族の村」に住んでいる、族長の娘で弓の名手。村を取り仕切る立場ながら、西の世界へ興味がある。バイメイニャンにいつまでも子ども扱いされるのが我慢ならないらしい。全キャラクター中、器用さが最も高い（ノーラと同じ数値を誇る）。ネフト族との話し合いのイベント時、一時的に仲間になるが、終了後は離脱する。再度話しかけると仲間にすることができるようになる。
破壊するものとの戦い後も東方の混乱は収まらず、弱いものの為に力をふるい続けた。
ヤン・ファン（楊芳）
肩書:将軍、34歳、男性、宿星:歳星
東の国で衛将軍を務める人物。大将軍ヤン・ユーチュン（楊遇春）と共に「両楊」と称えられ、作戦指揮に優れる有能な男だが、バイメイニャンには頭が上がらない。見た目と違い魔力と素早さに長ける反面、腕力と体力が最も低い（両方とも10）。腕力ほど低くないが、器用さもそれほど高くはないため、基本的に武器を使った戦いには向いているとは言い難い（前作における軍師に相当するが、銀の手を装備していないシャールほど低くはない）。素早さの高い典型的な術士の割には体術の成長率が高いので、装備重量を高くしない限り体術との相性は良い。同名の中国清朝後期の名将である楊芳が元ネタ。
仲間にできるタイミングは、パーティーが3人以下の状態で東の国を訪れた状態で、ゼルナム族の巣を攻略する一時的な強制加入と、終盤の黄京突入時の陽動作戦開始時にパーティーが5人以下の場合に限られる。後述の場合、「仲間にする」→敵を長時間足止め出来ない問いかけに対して「それでもいい」の手順で仲間にできる（彼を自由に連れ回せるのは、このタイミングのみ）。離脱させると2度と仲間にできない（この場合、ヤン・ファンが陽動作戦の指揮官に戻る）。
バイメイニャン（白梅娘）
肩書:東の術士、100歳以上（詳細不明）、女性、宿星:熒惑
ムング族の高名な術使い。年齢の割には壮健（魅力以外はとても高齢者とは思えない能力値になっている）。毒舌家で、会話に伏せ字が入ってしまうような下品な事も口にする。ツィーリンを「リンリン」、ヤン・ファンを「ファンファン」と子ども扱いする。魔力が高く、全キャラクター中最も魅力が低い。ゼルナム族の巣を攻略するイベント発生時にパーティが4人以下の場合、一時的に仲間になるが、終了後は離脱する。ヤン・ファンと違い、再度話しかけると仲間にできるようになる（仲間にしていない場合、蒼龍術の購入も可能）。
蒼龍術のエキスパートのため、他の地術系統を覚えられない。
破壊するものとの戦い後は東方の術を貪欲に学び続けた。
ボストン
肩書:ロブスター、年齢・性別不明、宿星:辰星
世界の最果てに住むロブスター族の戦士。「バンガードに乗ってみたい」とパーティーに申し出る。鎧代わりの外骨格を持ち、ゲーム上でも鎧が「ロブスターメイル」固定のため、終盤の強力な鎧に比べると防御力が低め。その代わり、水に関する攻撃に耐性を持っており、「スコール」等の術は彼には効かない。また、手がハサミである関係上、体術の基本攻撃「パンチ」が「ハサミ」になる。ハサミは普通のパンチと同じだが威力が高めで、打属性の他に斬属性を併せ持つため、スライム系の敵を殴っても効果がある。
玄武術のエキスパートのため、他の地術系統を覚えられない。
世界の果ては切り立った崖となっており、そのすぐそばにある彼の島はいずれ消えてしまう運命だった。フォルネウス討伐に向かう際はさらにその直下でフォルネウスの配下である「水龍」が暴れていたためそれが早まっており、水龍を倒さないままフォルネウスを討伐してしまうとゲーム中で島が無くなってしまい、彼を仲間にすることができなくなる。
エンディング後は世界再生によって世界の果てというものが無くなったことで、消滅の運命は回避されたことが描写されている。それに伴い、ロブスター族は世界中に散らばっていったという。
ようせい
肩書:妖精、年齢・性別不明、宿星:太白
ジャングルに住んでいた妖精族の一人。現在は世界を巡業する見世物小屋に捕まっている。あらゆる生物の言語を理解する能力と、それに由来する高い情報収集能力をはじめとした、様々な特殊な能力を持つとされる。
ジャングルの妖精の村にすむ同族は皆人間を騙すのが大好きな嘘つきであるため、話を聞いても嘘しか言わないが、このようせいに限っては助けて貰った恩から本当の事を教えてくれる。この時教えてもらった情報を元にアウナスの火術要塞にたどり着く事ができれば、パーティに加える事ができるようになる。
小柄なだけに体力は低いが、腕力・素早さが体格に反してかなり高い。得意とする武器も長物武器である槍。またファンシーな見た目に反して魔力もかなり低い。「服」の固定装備・フラワースカーフを装備している。常に空中に浮遊している状態のため、同様のモンスターと同じく地震に強いが対空攻撃に弱い。両方の性別を持つ扱いのため、異性を対象にした魅了攻撃を使うと対象が広い（逆に敵からの対象にもなりやすい）。
破壊するものとの戦い後もようせい族は変わらず人間たちにイタズラを仕掛けている。
ぞう
肩書:????、年齢不明、男性、宿星:太白
一説によれば魔王の呪いで姿を変えられた元人間とも言われる「ゾウ族」の1人。ラシュクータにて意識不明になった兄を看病しつつ暮らしていたが、兄を目覚めさせると仲間になる。兄を目覚めさせる方法は、パーティーにサラと少年のどちらかがいることが条件。鼻で盾を扱えるため、「両手武器/術」と「盾/ガーダー」を併用可能。
素早さこそかなり低いが、腕力や体力などが全体的に高水準で、多くのキャラクターの3倍程度のLPを持つ（全キャラクター中、最高のLPを誇り、蒼龍術の龍神降臨と相性が最も良いので、パーティーの壁役に向いている）。
ゆきだるま
肩書:雪だるま、年齢・性別不明、宿星:辰星
オーロラに隠れた雪の町の住人。仲間になる雪だるまは「○○なのだ」「○○のだ」という口調。300年前に聖王と一緒に氷の剣を取りに行ったことがあり、同じく氷の剣を取る主人公に協力する。見た目通り雪で出来ているため、そのままでは雪の町と氷銀河から出る事ができず、外に出ようとすると自動的に外れてしまう。氷銀河で手に入る永久氷晶を身に付けさせると外界に連れて行ける。
本来の体質と永久氷晶による効果で熱と冷気に対して完璧な防御を誇る。
玄武術のエキスパートのため、他の地術系統を覚えられない。
アウナス(幻影)戦に彼を連れて行き、彼以外のキャラが全滅すると、身に着けた永久氷晶を投げつけてアウナスを倒してくれる特殊イベントが発生する。ただしこのイベントを起こすとゆきだるま自身は消滅し、しかもLP0で死亡した場合と異なりその後二度と復活することはない。
リマスター版では、ゆきだるまに渡す前の永久氷晶（攻撃用アイテム）を引き継ぐことが可能になっているが、渡した後の永久氷晶（固有装備）を引き継ぐことは不可能。そのため、氷銀河に行く前に永久氷晶を渡すことが可能になったことで、仲間にするタイミングを若干早くすることが可能になった。ただし、データ引き継ぎで永久氷晶を複数所持した状態でゆきだるまに渡すと、手持ちの永久氷晶が全てなくなってしまう。ゆきだるまに永久氷晶を複数渡しても、1個渡した時と何も変わることはない。
ウンディーネ
肩書:水術士、34歳、女性、宿星:辰星
モウゼスの町の北半分を支配する天才的な玄武術士。男好きで、優男を集めて周りに置いている。
南北モウゼスの中間点にある井戸の中にある「何か」を巡って南の朱鳥術士ボルカノと争っている。そのため、主人公達には「ボルカノの始末」を依頼してくる。ボルカノの方も同様であるため、どちらかの依頼に従ってもう片方を始末する事も、どちらの依頼も受けて両方の陣営を装えるようにして井戸に侵入する事もできる。出し抜いて「何か」を主人公達が先に手にした時は敵対関係ながら利害の一致でボルカノと手を組んでくる。
モウゼスのイベントを何らかの形で完了させれば仲間にできるようになるが、ウンディーネを始末する、または井戸に触れないまま両方始末する結末だった場合は当然ウンディーネはいなくなるため仲間にできなくなる（ほぼ同じ流れを辿るボルカノの方は生存しても仲間にならない）。バンガードのイベントにて彼女が抱える大勢の玄武術士に頼る展開があるが、ここに関してはウンディーネの生存にかかわらず進行できる。
なお術士だけあって特定術の消費JPが1少ないというボーナスを持つが、玄武術の使い手という触れ込みに反してボーナスがあるのは白虎術。肩書きの玄武術の消費JPは通常通り。これはリマスター版でもそのまま。
『ロマンシングサガ・リ・ユニバース』ではボルカノに勝利したのが正史となっているが、それは虚しいものだったようで、その後ボルカノの復活を望んだ。
ティベリウス
肩書:神王教団長、47歳、男性、宿星:熒惑
死食を生き延びた運命の子を神王として崇める神王教団の教祖。神王を信じる者には寛大だが、教団に害をなす者には容赦しない。ゲッシア朝ナジュ王国からの弾圧に抵抗し、ハマール湖の戦いに勝利してゲッシア朝を滅ぼした。また自分や身内にも厳格で、主人公から幹部マクシムスが教団を悪用した事を知ると「本当なら捌きを与えなければならない」と発言している。公明正大である一方で神王を愚弄されると激しい怒りを露わにする。マクシムスを追うイベントを発生させることで面会が可能となりパーティに誘うこともできるようになる。
なおハリードからすれば祖国の仇そのものであるはずで、実際にハリードが仲間にいると神王の塔に入る時にもひと悶着あるのだが、ティベリウスは何の抵抗もなく普通に仲間にできる。
レオニード
肩書:ヴァンパイア伯爵、年齢不明、男性、宿星:鎮星
600年前の魔王や300年前の聖王とも面識がある吸血鬼。伯爵の爵位を持つ。城の奥には聖王の血を受けたという聖杯があり、たどり着き手に入れた者に従う。
基本的に自身の城から出ないが俗世の情報には敏く、ロアーヌで起きた反乱の件も知っていた。若い女性の血を好むヴァンパイアだがミカエルとは「下手な男より信頼できる」と言わせる旧知の仲。反乱の片が付くまでモニカの保護をする。
ほとんどの状態異常に対する耐性とターン毎にHPが自然回復する能力を持ち、彼固有の特殊技を使用できるが、不死モンスターと同じくHP回復手段が少なく、主に仲間を「吸血」するなど回復方法は限定的。アンデッド特効効果を持つ技・術でクリティカルを受ける。倒されると灰になり戦闘終了まで戦線離脱するが、最初からLP0なので決して死なない。また、熱属性に弱い（固定装備に熱属性耐性が全く無い）ので、装備で補う必要がある。全キャラクター中、最も高い魔力を誇るが、術を習得できない。そのため、高い魔力を活かすには、魔力依存の技を使う必要がある。術を習得できない反面、確実に技王冠を付けることが可能になっている。彼に聖杯を装備させたまま仲間から外すと、2度と仲間にすることができなくなる。主人公がモニカの場合、彼を仲間にすることはできない（ツヴァイクトーナメントに参加できないため、聖杯奪還イベントが発生しない）。
固定装備として「宵闇のローブ」を装備している。同名の装備が別途手に入るが彼が装備しているものとは別物の扱いであり、彼の物は体装備のアイコンに反して全身鎧扱い（装備可能な防具はアクセサリーのみ）だが、表記通りのスペックを持つ。手に入る方はアイコン通り体装備だが表記されていないマスクデータとして全ての属性に対して弱点を持つため、実際の防御力は表記の半分しかないという違いがある。リマスター版では彼の固定装備の方は全身鎧アイコンになり区別された。彼の固定装備が本物に対して、入手可能な方は偽物である。
彼は不死である為、300年後の『ロマンシングサガ・リ・ユニバース』の時代でも存命している。その為、同作においては異界の戦士ではないレオニード当人が登場する。また、吸血鬼となる前の人間の姿でも登場しており、その当時は金髪だった。

### その他の人物
物語に関わってくる主だった人物たち。
ヨハンネス&アンナ
死食の研究をしている兄妹。親は死食の再来を流布した咎で十数年前に処刑された。兄のヨハンネスは周囲の反対を押し切り、亡き父の跡を継いで天文学者になった33歳の青年。昼間は寝ている彼に代わって妹のアンナが応対する。アンナは研究に没頭する兄の身のまわりの世話や研究の手伝いなどをこなしている26歳。 結婚はしていない。天文学は学問の中で魔王によって根絶させられようとしていた。ヨハンネスの父は残された資料をもとに死食の発生を予言したが、人心を惑わした罪で処刑された。ヨハンネスにとって、死食の謎の解明は父の無実の証明でもある。アンナも我が身の幸福より兄を陰で支える道を選んだ。
教授
ツヴァイクの西にある森に住む、自称20代（一度「3…」と言いかけている）の歌って踊れる自称天才教授（初登場時は実際に歌って踊りだし、歌詞も登場する）。彼女の発明品やペット達の騒動に巻き込まれるイベントがあるほか、この施設は会社経営にも物件として登場し、彼女にちなんだかけひき技「教授のダンス」がある。モデルはグラフィックデザイナーの渋谷員子。
破壊するものとの戦い後はその余波によって研究が上手くいかなくなり、ピドナの大学で教鞭を執った余生を過ごした。
ツヴァイク公
北の大国ツヴァイク公国を治める。一代でツヴァイク公国を築き上げ凄腕の領主と自称しているが、トーナメント勝者に自分の顔が彫られたメダルを自信満々に渡すなど、発想が残念。また、息子の評判は「父親に輪をかけたバカ者」。ツヴァイクトーナメントの優勝者に対し聖王遺物の一つである聖杯の奪取を依頼する。主人公がユリアンかモニカなら、ツヴァイク公の息子とモニカの縁談が持ち上がることもある。
じごくの壁
ツヴァイクのトーナメントに出場しているツヴァイクのチーム。『FRONT MISSION』に登場する6人構成の部隊「地獄の壁」のWAPコードと同じ名前が付いており、他のチームと違って唯一6人目のセコンドが参戦する。
影
ミカエルの影武者。ミカエルの自室で呼ばれると天井から降り立つ。ミカエルのお忍び中は政務を代行するほか、ミカエルの施政下では情報収集を行わせてミカエルに報告している。
フランツ・アウスバッハ・フォン・ロアーヌ
故人。先代のロアーヌ侯。ミカエルとモニカの父。自分の意思は言葉より行動で示す人物。権力争いの末に暗殺され、若くしてミカエルに玉座を譲る。
ゴドウィン男爵
ロアーヌ侯家の血縁で、フランツ侯とは従兄弟。娘はラドム将軍の妻。フランツ侯を暗殺、その3か月後にモンスターと協力してロアーヌを占拠したが、ミカエル達に敗れたのちにロアーヌをモンスターに奪われた末、落ち延びる。その後はモニカを誘拐するがユリアンに救出され、最後の手段として落盤の罠を起動させ消息不明となる。無視して脱出することも可能。
玉座イベントでは、彼の弟を名乗る偽男爵も登場するが、実際の人物関係はない。
ロアーヌの大臣
ゴドウィン男爵と内通してモニカとカタリナを捕らえようとした人物と、ゴドウィン撃退後に登用された人物の2人が登場する。
ラドム将軍
ロアーヌの将軍。曲がったことが嫌いで部下からも好かれ、ミカエルへの忠誠も厚い。妻がゴドウィン男爵の娘のため仕方なく男爵の旗下に入っていたが、男爵がモンスター軍と手を組んだことで反旗を翻し、ゴブリン軍団を奇襲。ミカエルから許しを得てロアーヌ軍に戻る。
トーマスの家族
祖父は実家を弟に任せてシノンの開拓民になった人物で、トーマスに実家で勉強するように勧める。この祖父の弟の孫であるはとこはピドナに登場し、クラウディウス家の消息探しをトーマスに依頼する。
ゴン
ピドナ旧市街の子供。友達のミッチを探して魔王殿に迷い込んでしまったため、主人公はゴンを捜索することでクラウディウス家の信頼を得る。後にマクシムスに騙されて渡された夢魔の秘薬が原因で、ミューズは夢魔に意識を奪われる。
アルバート王
メッサーナ王国の前国王。死食の1年後に急死したため跡継ぎが決まっておらず、その混乱が10年に及ぶメッサーナの乱へと発展した。
クレメンス
故人。ミューズの父。クラウディウス家の前当主で、王都ピドナの元近衛軍団長。アルバート王没後に王位を争った軍団長たちの中でも最有力だった人格者。過激派を警戒して神王教団の活動を禁じ、5年前にルートヴィッヒと次期王位を争い勝利するが直後に何者かに暗殺された。大商家だったクラウディウス家もルートヴィッヒに財産を没収され、グループ会社もバラバラになった。しかし、今もその影響力は水面下で健在。
ルートヴィッヒ
リブロフの軍団長で、クレメンスの死後は近衛軍団長になった現在のピドナの支配者。メッサーナ王国王位後継の最有力候補。クレメンスと異なり、神王教団とは友好関係。クレメンス暗殺への関与は不明。ハリードは、リブロフ時代に彼と義兄弟の契りを交わしたが、彼がピドナの実権を握る際にひと悶着あったため、ピドナに近づくことに消極的。マクシムスとは友好に接したが彼の正体が判明した際に団員たちがモンスターになったため、驚いて逃げてしまう。
マクシムス
神王教団の幹部・ピドナ教長。教団を乗っ取るべく、モンスターと協力して聖王遺物を集める。正体は海賊ジャッカルで、ブラックに一度は首を掻っ切られたが生き延びた（赤サンゴの情報をハーマンから聞くと、ジャッカルはブラックに殺されたと語るが、ブラック本人から聞くと、自身がジャッカルの首を掻っ切ったため生きてはいないと語っている）。かつて彼の一味は赤サンゴのピアスを着けていたが、もう一つの目印である刺青は現在も消えていない。ブラック（ハーマン）を連れて行くとその刺青を見せろと迫られ、本性を現して逃亡する（マクシムス逃亡時のセリフはハーマンとブラック、どちらかを見てセリフが異なるのは、ハーマンの正体がブラックであることをマクシムスは知らないため）が、夢魔イベントをクリアする前にブラック（ハーマン）を連れて来ても、イベントは発生しない。逃亡先の神王の塔にて彼を討てば、今まで多くの犠牲を得て奪い取った聖王遺物を主人公たちが手に入れることになる。
偽ミカエル
マクシムスの手下で変身能力の持ち主。その能力でミカエルに化けて誘惑したカタリナから、マスカレイドを奪って逃亡。ピドナ行きの船に乗ったのを最後に、行方はわかっていない。
ケーン
ピドナの工房の技師。親方が殺されて以来工房が寂れていく中、最後まで信念を持ってノーラと共に工房に残り続ける。彼の信念を各地の職人達に伝えれば工房に戻ってくる。
ノーラの父
ピドナの工房の親方。クレメンスのルートヴィッヒが戦ったメッサーナの乱によりピドナが混乱したさなか盗まれた聖王の槍を取り戻す旅に出たが、ジャッカルを指し示す手掛かりを残して死亡。
バンガードのキャプテン
バンガードの市長であり、市民には自身の事をキャプテンと呼ばせている。バンガードに攻撃を仕掛けるフォルネウスに対抗するため、主人公に協力を仰ぐ。
自身の事をキャプテンと呼ばせている事、コントロールルームの内容や動かす方法を調べられる書物を持っている事、コントロールルームへ続く地下道の入り口が自身の家の中にあるのに言い出さず見つかったらわざとらしく白を切るなど、バンガードが移動要塞である事を元々知っていたような様子が多いが、何故このように知っていてとぼけるような事をしたのかは不明。
リマスター版ではフォルネウス兵による殺人シーンの出血描写が無くなっている。
バンガードのパブのマスター
バンガードの市民で、パブの店主。昔はしょうもない小悪党だったのが死食の後から急に金回りが良くなってパブを始めたらしい。
イルカを毛嫌いしており、イルカという言葉を聞いただけでも拒否反応を示すほどだが、これは金回りが良くなった理由がバンガードのイルカ像を盗んで売り払ったため。
ボルカノ
モウゼスの南を支配する朱鳥術士。アイテム作りの天才で、頭の悪いモンスターを使い実験をしている。術法を増幅する「魔王の盾」を巡って北のウンディーネと争っている。イベントで彼を生存させた場合、朱鳥術の購入は可能だが、ウンディーネと違い仲間にすることはできない。
『ロマンシングサガ・リ・ユニバース』ではウンディーネとの戦いに敗れて死亡したのが正史となっているが、世界再生時にウンディーネの強い願望で復活したという。
ドフォーレ
ヤーマスのドフォーレ商会の当主。聖王の時代に禁じられた麻薬などを扱う悪徳商人。モンスターとの関わりを息子に擦りつけたりするなど狡猾。
トラックス
ヤーマスのパブであるシーホークの太ったマスター。ドフォーレ商会を嫌っている。ロビン（偽者）の正体。
ライム
トラックスの息子で、父とは違い痩せていて気弱な青年だが、父同様ドフォーレ商会を嫌っている。ロビン（本物）の正体。
アレクセイ・ラザイエフ
リブロフのラザイエフ商会の当主で、タチアナの父。他に長男ニコライ、次男ボリス、長女ベラと計4人の子がいる。
アニキ（ぞうの兄）
ゾウ族の1人。腐海に捨てられていた少年を拾って育てたがある日モンスターにさらわれ、これを助けに腐海へ行ったきり眠ったままとなる。宿命の子がいれば目を覚ます。
ニーナ
ポールの恋人。旅に出てから帰ってこないポールを待っている。キドラントで主人公が生贄にされそうになった場合、それを助けるが次の生贄にされてしまう。しかし身代わりの肉を持参していた事で助けが来るまでの時間を稼いでいた。名前の由来はアニメ『ポールのミラクル大作戦』に登場するヒロインの名前から。
キドラント町長（本名不明）
キドラントの町長を務める老人。主人公を欺いて近郊の洞窟「いけにえの穴」に住み着いた魔物アルジャーノンの生贄にしようとする。イベント解決後の台詞が「私が町長です」のみとなっており、これは立場上シラを切らざるを得なかったことおよび、決まりきったセリフしか言わない状態がゲームにおけるイベントフラグの終了を意味しているため。会社経営のエージェントでもある。
リマスター版ではイベント解決後に話しかけると報酬を要求するか、殴るかを選ぶことができる（ただし、殴ろうとしても逃げられてしまう）。
ファティーマ
ゲッシア朝ナジュ王国の姫。ハリードの恋人。神王教団に国を滅ぼされ、以後行方不明。ハリード主人公時での大きなカギを握る人物。諸王の都を訪れて本物のカムシーンを取らなければエンディングで登場・再会する。なお、本当は死んでいて世界再生に当たって復活したのか普通に生きていたのかは不明。
リマスター版の追加イベントでは夢の存在として登場。王国滅亡時にハリードによってルートヴィッヒに託されたが、結局行方不明になってしまい、それがハリードの後悔として伸し掛かっていることが語られた。
グゥエイン
かつて聖王と共に戦った巨竜ドーラの子供。ドーラ亡き後は聖王に育てられていた事もあった。人を襲い宝を奪うのは竜たるものの宿命と言って顧みる事をしないが、母ドーラは聖王に協力したが最後はその聖王によって殺された、と人間に対して良く思っていない。ただ、ビューネイが我が物顔で空を飛び回る事はそれ以上に我慢出来ないようで、場合によっては主人公とのコンビでビューネイと戦える。
会いに行った時の反応は時期によって異なり、序盤は問答無用で威嚇され戦うかその場を立ち去るかしかできない。ビューネイがロアーヌを襲撃したイベントの後で、かつ主人公の強さ一定以上ある場合、会いに行くとビューネイとの共闘を持ちかけられる。共闘してビューネイを倒した後に再度訪れると「せっかく来たのだ」と言ってお金をくれる。ふもとの村が壊滅した後に訪れると再び戦いが発生する。
ヤン・ユーチュン（楊遇春）
黄京の大将軍。ヤン・ファンに黄京城のアビスゲートを閉じる事を託す手紙を出した直後にツァオガオに捕らえられる。その後、ミカドの命に従い、陽動作戦に出たヤン・ファンの軍と戦う。捕まった後、アビスの魔に侵されて正気を失っていた説もある。同名の中国清朝後期の名将である楊遇春が元ネタ。
ツァオ・ガオ（趙高）
アビス勢力と手を組み、幼いミカドを傀儡にして実質的な支配をする黄京の宰相。主人公に追い詰められるとアビスナーガを呼び出して戦わせるも、最期は敗れたアビスナーガと共に城から転落していった。同名の宦官（趙高）がモデル。
ミカド
東方の名目上の最高権力者だが、まだ幼いため実際の政治はツァオ・ガオに任せている。イベントが削られた結果、名前だけの登場となる。
ヒィアン・ユー（項羽）
ヤンファンの副将であり、ヤンファンを仲間にしている状態で陽動作戦が開始されると彼が代理として指揮官を務める。ただしヤンファンよりは戦術は乏しい。同名の項羽がモデルである。マスコンバットのみの登場。

### 魔王・聖王時代の人物
物語開始前から「歴史」として語られている人物たち。
魔王
600年前の死食で生き残った宿命の子で、男性。パッケージ右側の人物。アビスゲートを開いて四魔貴族を従えた。当時存在していたメッサーナやロアーヌといった王国を次々と滅ぼし、長期間の恐怖政治を敷いた。東方の連合軍から反撃を受けた翌年に自ら出陣して東方一帯を壊滅させたが、その後姿を消す。一説には東方侵攻の際に深手を負って没したとも言われている。
リマスター版で明かされた情報と合わせてつなぎ合わせると「5つ目のアビスゲートは四魔貴族を迎えに行くために使った」「5つ目の存在を四魔貴族は知らなかった」「聖王は5つ目を封印する機会がなかった」「5つ目が活性化したのは数十年以内」「夢の中で主人公に対して挑発を仕掛ける」など、少なくともその意志は力を伴って現世にとどまっていることがうかがえる。
アル・アワド
ハリードとファティーマの祖先にしてゲッシア朝ナジュ王国の初代国王。魔王軍から人々を守り、戦いに生き残り、滅ぼされた国を立て直した英雄。本物のカムシーンの使い手。現在は諸王の都に葬られている。
聖王アウレリウス
300年前の死食で生き残った宿命の子。女性。パッケージ左側の人物。ランス出身。四魔貴族の人間狩りによって奴隷の身となっていたが、後にフルブライト将軍の養子となって共にアビスの魔物に戦いを挑み、四魔貴族をアビスに追い返してゲートを封じたほか、各地の復興を行なった。現在フルブライト商会を始めとした勢力が聖王の伝統を重視する理由も、当時聖王との関係が深かったなどのため。子がおらず、姉の子孫が聖王家を継いで聖王廟を管理している。作中の時代ではその事績について不明な点が多くなっており、残されているエピソードもおとぎ話として扱われることが多い。
作中では女性と分かる描写は無く、オープニングでの姿も男性として描かれたものである。河津の中では最初から女性として設定付けていたのだが、オープニング映像を作った高井浩に（聖王が女性である事が）「有りがち。サガらしくない」と言われ、女性と明かす必要も無かった事から絵はそのままとなった。
リマスター版の追加イベントによると、聖王という呼称は彼女が表舞台から姿を消してから使われたものである様子。魔王同様、その意志は現世に存在し、5つ目を探す主人公に警告を送った。
作中には登場せず伝承として伝えられるのみだが、300年後の世界を舞台にした続編『ロマンシング サガ リ・ユニバース』では本人が登場。本作では明かされなかった様々なエピソードが語られている。
聖王十二将
聖王に協力して四魔貴族と戦った12人の仲間で、代表格の3名は特に聖王三傑と呼ばれる。名前が明かされているのは8名のみ。
フェルディナント
聖王三傑の1人で、ミカエルとモニカとウォードの祖先にして猛将。メッサーナの王位継承を辞退して海を渡り、ミュルスからロアーヌまでの魔物で満ちた森を切り抜け、魔王時代に滅びてビューネイの領域になっていた古ロアーヌ王国の廃墟へと到達、盗賊や魔物を討伐。彼が切り開いた道に人々が続き、やがて多くの人々が行き交い、当時の予言通りにロアーヌの都を復興させてロアーヌ侯になった。
ヴァッサール
聖王三傑の1人で、魔海侯フォルネウス討伐を手助けした玄武術士。バンガード建設とオリハルコン捜索を提案し、玄武術士たちと共にバンガードを動かす。後にモウゼスの町を興した彼の影響で、モウゼスの町の半分が玄武術士のテリトリーであり、また世界的に玄武術を学ぶ者が多い。
パウルス
聖王三傑の1人で、メッサーナ王国の国王になった。魔戦士公アラケスの配下だったが、聖王がフォルネウス討伐のためバンガードを建造したのをきっかけに内通者として聖王に協力していた。剣豪オトマンの死後、「銀の手」を受け継いでいる。
ヒルダ
ミカエルとモニカとウォードの祖先。ユーステルムの貴族令嬢、家名はアウスバッハ。後に幼馴染みでもあるフェルディナントの妻。
聖王より授けられたマスカレイドの使い手であり、マスカレイドは彼女が使う以外でも大剣に展開時はフェルディナントに渡すのが常だった。
フルブライト12世
フルブライト23世の先祖。奴隷だった聖王を養子に迎えて支援した。
チャールズ
フルブライト将軍（12世）の息子。聖王の義兄弟で、四魔貴族との戦いで戦死。ゲーム中には会社経営の物件名に登場するのみ。
オトマン
剣豪。ビューネイ討伐戦で左腕を失い、以降は左腕の義手として「銀の手」を用いて二刀流で戦うようになった。アラケス討伐戦で敵軍を足止めして戦死した。
ソープ
臆病者でそれを補う「勇士の兜」を使っていた。
聖王の姉
ランスで聖王廟を管理する聖王家の祖先。
ピドナ工房の初代親方
聖王武具を作った人物でノーラの祖先。聖王と共にアラケスの魔槍を鍛えなおして聖王の槍を制作し、それが元で工房をかつて世界一の規模に発展させた。
巨竜ドーラ
ルーブ山地に棲む竜。グゥエインの母親。聖王を背に乗せて空を飛び魔龍公ビューネイと戦った。しかし竜の本質である「人の肉を食らい宝を奪う」事を続けたため、友である聖王の剣で倒され、その腕の中で息絶えた。展開によっては、母の気持ちを理解したというグゥエインが「どうせ滅ぶ定めであれば、せめて友の手で」といった内容の言葉を残す。

### アビス

#### 四魔貴族
魔王の時代より以前からアビスに住んでいた4体の魔物。魔貴族とも呼ばれる。いずれも人間に酷似した容姿だが長く尖った耳を持つ。魔王が開いたアビスゲートからこの世界に現れて魔王の配下となり、魔王が姿を消した後は世界を支配したが、聖王によってアビスに追い返された。
死食の影響で再び現世に現れたが、ゲートが半開きのためヒト型の本体が通れず、まずはそれぞれが思い描く理想の姿である巨大な怪物姿の幻影を送り込んだ。本体が通れるよう完全に開くためゲートを守護する。オープニングデモ（かつての死食）では、アビスゲートが完全に開いていたため、本体の姿が表示されている。
作中では自身を脅かしそうなバンガードやロアーヌにちょっかいをかけてはいるが、前作の七英雄とは違って明確な目的意識があまり見受けられない。
主人公の当面の目標は、この幻影を倒し、ゲートを閉じてアビスの勢力を地上から駆逐する事である。アビスゲートを閉じれば、アビスからの力に邪魔されて使えなかった各系統の最強術を使える。
後に同社のトレーディングカードアーケードゲーム『LORD of VERMILION』（LoV）では使い魔としてゲスト出演している。また、フレバーテキストにおいては彼らとアビスに来た魔王の出会いについて書かれている。
四魔貴族の名前はソロモン72柱の悪魔に由来して、『LORD of VERMILION』においても第何柱の悪魔からか説明されている。それぞれが名乗る爵位やフレバーテキストに書かれた所持知識も由来の悪魔と同様である。
魔戦士公アラケス
声 - 杉田智和（LoVシリーズ）
白虎の性質を司り、魔王殿地下の封印された深部のゲートを守る。血を何よりも愛する残虐さを持つ。魔槍を聖王に奪われ、現在は新たに鍛えたばかりの熱も冷めていない槍を使っている。幻影は双頭獣に跨った巨人、本体は筋骨隆々とした精悍な男性の姿をしており片腕が巨大な義手となっている（あるいはナックルダスターを装着している）。得意技はブラックジャック、やきごて等。
撃破すると重力場によって打・状属性ダメージを与える「超重力」が解禁される。
『LORD of VERMILION』のフレバーテキストによると、魔王から覇道のための流血の戦いに向かうよう協力を受けると共に、もし自分（魔王）が戦いを捨てたら躊躇わず殺してかまわないと言われ、魔王を気に入ったとされる。また、天文学の知識の持ち主とされる。
名前はソロモン72柱の第52柱・アロケルの別名から。
魔龍公ビューネイ
声 - 青木瑠璃子（LoVシリーズ）
蒼龍の性質を司り、タフターン山のゲートを守る。「虫けら」という言葉を多用する。魔王没後はタフターン山に作った巣を拠点に空を支配したが、地上の人間を相手にしなかったことで巨竜ドーラと聖王に空中戦を挑まれて敗れ、アビスに追い返された。
現在は己の領域内で栄えるロアーヌを襲撃する。幻影での姿は巨大な肉塊にビューネイベビー/ビューネイバード/ビューネイドッグという3体の使い魔とビューネイ本体の顔が埋め込まれている。本体は三つ首を周囲にまとう艶やかな美女。使い魔との連携攻撃により3連続の攻撃を行う。得意技はトリニティブラスター。
撃破すると自身へのダメージをLPに転嫁し、WP・JPの消費が0になる「龍神降臨」が解禁される。
『LORD of VERMILION』のフレバーテキストによると、魔王からの天空を支配する協力を受けた際、魔界であるアビスの者にとっては疎ましい（神に近い）領域である天空と神の支配をも全く恐れない魔王を見て、心服したとされる。また、蓄財学の知識の持ち主とされる。
名前はソロモン72柱の第26柱・ブネの別名から。
魔炎長アウナス
声 - 杉田智和（LoVシリーズ）
朱鳥の性質を司り、ジャングルの火術要塞のゲートを守り、周辺の気温を上げている。「定め」という言葉を多用する。幻影は痩せ細りヒンドゥー教の神々を思わせる装飾と炎を纏い大きな鎌を担いだ青年、本体は下半身が業火に包まれた老人の姿をしている。いずれも常時セルフバーニングの術を張っており、近距離攻撃を仕掛けた相手を返り討ちにする。得意技はヒートウェイヴ、ファイアウォール、エアスラッシュといった朱鳥・蒼龍術や死神のカマ。
撃破すると事前に使用しておくことでHPが0になった時に全回復して復活する「リヴァイヴァ」が解禁される。
アウナスの幻影との戦いにゆきだるまを連れて行き、彼以外の味方が全員戦闘不能になると相打ちイベントが発生する。アウナスを撃破できるがゆきだるまは消滅してしまう。
『LORD of VERMILION』のフレバーテキストによると、最初は魔王に従う気がなく全力の攻撃を仕掛けるも、魔王には服の乱れすら付けられず、屈服して配下となったとされる。また、占星学の知識の持ち主とされる。
名前はソロモン72柱の第58柱・アミーの別名から。なお、モデルとなったアミーの肩書きは「地獄の大総統」であり、そのためアウナスのみ爵位の肩書きを持っていない。
魔海侯フォルネウス
声 - 杉田智和（LoVシリーズ）
玄武の性質を司り、深海に沈む海底宮のゲートを守る。「アビスの力」に絶対の自信を持つ。魔王没後は海の支配にしか関心を向けず、聖王が合計8回討伐に向かうも、うち7回の巨大な船を沈めた。しかし8度目の動く島バンガードは沈められず、潜水したバンガードから海底宮に進入され、三叉槍ルツェルンガードを手にした聖王に敗れ、アビスに追い返された。
現在は配下に最果ての島とバンガードを襲撃させている。幻影は鯰のような顔をした巨大魚だが本体は美しい少年の姿をしている。大回転の後に相手を投げ飛ばす格闘術や大渦を起こす術を用いるなど見た目に反して豪快。得意技は大津波のメイルシュトロームで、水属性の即死特性を持つ危険な技(技そのものは冷ダメージだが水属性ではない)。
撃破するとJPすべてを消費する代わりに発動後にそのターンの敵の行動をキャンセルし消費JPに応じたターン数だけ先制攻撃できる「クイックタイム」が解禁される。ハーマンがパーティにいる場合、戦闘終了後に彼を本来の姿（ブラック）に戻すことができる。
『LORD of VERMILION』のフレバーテキストによると、アウナスと同様に元々は従う気がなく、魔王を玄武術の激流で圧縮して胃袋に収めるも、逆に体内から体を支配されて敗北、屈服したとされる。また、修辞学の知識の持ち主とされる。
名前はソロモン72柱の第30柱・フォルネウスから。

#### 破壊するもの
本作のラストボス。四魔貴族の幻影を全て打ち倒した際に、アビスにいる四魔貴族の本体によるゲート解放を食い止めようとした宿命の子の片割れがアビスへ残り、これを助けに行こうと主人公一行がアビスへ乗り込んだため、結果的に宿命の子が2人ともアビスに揃った事で制御不能の破壊の力が具現化した姿。「トータルエクリプス」を起こし残存する四魔貴族の力を行使する「獣魔の翼」や、アビスの力を行使する「闇の翼」を生やす。対抗力となる創造の力をサラと少年が作っており、条件が揃えば「光の翼」で打ち消せる。「グランドクロウズ」、「カオスディザスター」、「アビスの風」といった固有技を持つ。また、トータルエクリプス使用時にはバフ・デバフ・特殊状態がリセットされる。加えて、闇の翼では地相が強アビス地相に変化し、デッドハートなどのアビス装備がなければ毎ターン仲間全員がダメージを受けるようになってしまう。
- 宿命の子にあたるサラと少年は、すなわち本当の年齢は15歳、宿星も本来はアビスのある「死星」であり、両者は双子の存在である[35]。しかし、リマスター版で確認できるイベントにおいて、死食の際に少年は赤子だったのに対して彼女はたどたどしくもユリアンや姉を呼べる程度に成長しており、少なくとも血縁という意味で双子ではない。サラの生まれについては語られないため、生き別れの姉弟である可能性自体は否定できない(少年の両親から姉がいたような話は出ないが)。
- サラが主人公の場合、サラが宿命の子のため強制的に控えとなり、コマンダーモードになる。ただし陣形技に参加しない者は通常のコマンド入力を行える（1人旅[注釈 24] の場合は通常通りの戦闘）。「光の翼」は陣形技として任意に発動する。
- パーティーが撃破するか、全滅させられるかにかかわらず「破壊するもの」は死星も地上も全てを破壊し、全滅時はそこで終了するバッドエンディングだが、撃破時はさらにサラと少年の創造の力によって世界が再生し、死星や最果ての滝がない球状の世界に作り直される（元々は球状ではなかった/後述）。
- 『ロマンシング サガ -ミンストレルソング-』では本作の「破壊するもの」をパロディした子供向け絵本「命をくらう斧」が登場する。

## 歴史
作中の世界では聖王誕生の年をHC1、それ以前をBHとする紀年法が用いられている設定。
- 古代 静海沿岸地方に都市国家群が興る。
- BH1200 メッサーナ王国が興る。
- BH800 古ロアーヌ王国が興る。
- BH700 海上交通が発達。
- BH300 魔王誕生。死食発生。ゲッシア王朝が興る。
- BH270 魔王がアビスゲートを開き四魔貴族を呼び出す。西方諸国を滅ぼし、メッサーナ王国の首都ピドナの廃墟に魔王殿建設。東方諸国が天の術法(陰陽術)で対抗、魔王国への反撃に成功。
- BH269 魔王が直々に東方遠征に出陣、ゲッシア滅亡、東方遠征中に魔王失踪。四魔貴族による世界支配の時代(四魔貴族時代)が始まる。カムシーンの勇者アル・アワドがゲッシア朝ナジュ王国を建国。
- BH250 各地が魔貴族の脅威下で荒廃する中、魔貴族フォルネウスに放置された静海沿岸地方の都市国家群のみが復興、いくつかの有力商家が台頭。
- HC1 ランスで聖王誕生。死食発生。
- 魔王の再来を恐れた人々が死食を生き延びた宿命の子を殺そうとするが数奇な運命を経て成長する。
- 聖王が12歳で奴隷商人にさらわれ、7年間の奴隷生活で世界各地放浪する中で後の聖王12将など多くの出会いを果たす。
- HC18 聖王が放浪の末に、商家フルブライト家のフルブライト12世に保護され養子になり、ウィルミントンを拠点に活動を始める。ピドナの武器工房の主が聖王に協力、聖王武具の製造が始まる。
- HC24 聖王が立つ。フルブライト家の支援の下で諸侯を糾合して聖王軍を結成。四魔貴族をアビスに追い返しアビスゲート封印。
- HC25 聖王がコングレス(大会議)を開き、諸侯間を平定。
- HC26 聖王12将のパウルスがメッサーナ王国を再建して即位、ピドナ新市街建設。聖王12将のフェルディナンドがロアーヌ地方を制圧して古ロアーヌの廃墟を復興、ロアーヌ侯国建国。聖王が東方復興を断念、以降、東は未知なる不毛の地となる。
- HC282 ハリード誕生
- HC288 ミカエル誕生。
- HC291 カタリナ誕生。
- HC293 トーマス誕生。
- HC295 ユリアン誕生。エレン誕生。
- HC296 モニカ誕生。
- HC300(15年前) サラ誕生、少年誕生。ピドナ在住の天文学者であったヨハンネス兄妹の親が死食発生日時を予言するも人心を惑わした罪で火あぶり刑に処され、残された家族はランスに移住。死食発生。アビスゲートの封印が緩んで半開になる。同年に生まれたユリアンの妹死亡。
- HC301 メッサーナ王国のアルバート王急死、10年間に渡る内乱発生(メッサーナの乱)。神王教団が興る。
- HC303 ミカエルとモニカが刺客に襲われる。
- HC305 海賊ブラックが率いる海賊が暴れまわる。
- HC306 メッサーナ王国による海賊攻略。
- HC307 カタリナがモニカ付きの侍女になる。
- HC308 神王教団がハマール湖畔の戦いで勝利してゲッシア王朝滅亡（ゲーム内のリブロフ住民の台詞では10年前）。
- HC310(5年前) メッサーナ王国の各都市軍団長の会戦。首都ピドナの近衛軍団長クレメンスがリブロフ軍団長ルートヴィッヒに勝利したが、直後に神王教団により暗殺されてルートヴィッヒがピドナを掌握。
- HC316（3か月前[47]） ロアーヌ侯フランツ死亡
- HC316 本編開始。

。

## 地域
世界は球状ではなく平面状となっている。中央部・大洋が広がる西部・寒冷な北部・熱帯の南部・未知の東部で構成されている。以下、マップからフィールドへ入れる地区を中心に解説する。

### 中央部

#### ロアーヌ地方
シノン
ロアーヌより東の辺境の開拓地。町はイベントのみ登場するため、会社経営の物件はロアーヌで扱っている。
シノンの森
シノンの開拓村とロアーヌの間にある広大な森林。
ロアーヌ
ミカエルが治める侯国で、宮殿と城下町で構成されている。かつて魔王によって滅ぼされた古ロアーヌの廃墟だった場所。
ミュルス
この地方の玄関と言われる、周辺地域唯一の港がある町。聖王時代はただの村であり、古ロアーヌの廃墟との間にあった森には魔物が満ちていた。
タフターン山
ロアーヌの南東に位置する世界最高峰の山。頂上付近は経験のある登山者でも道を見失う霧に覆われている。
ゴドウィンの洞窟
ロアーヌより逃げ延びたゴドウィン男爵がモニカを誘った際に使った洞窟。悪鬼をはじめとしたモンスターが住む他、落盤を引き起こす仕掛けがある。

#### メッサーナ地方
ファルス
砦の港町。ルートヴィッヒに対抗するべくスタンレーを配下にするため、ファルス-ランス道に出没した盗賊の黒幕討伐を名目にスタンレーと敵対する。
スタンレー
丘の窪地にある田舎町。兵力に乏しいが、敵対勢力ファルスの襲撃に備えて軍備を増強している。
野盗の巣窟
ポールが身をやつした野盗のアジトになっている洞窟。場所はスタンレーの北西。ストーリーが進むとモンスターらに乗っ取られ、野盗集団は壊滅する。
洞窟寺院跡
スタンレーの北東側に位置する。魔王の支配下で絶望した人々が、死を幸いとして死を崇拝していた古い宗教の寺院跡。奥には闇の地母神ガラテアと死せる赤子ピグマリオンの石像が祀られ、その周りを即身仏が囲んでいる。洞窟寺院跡の中間地点に悪魔系シンボルが道を塞いでおり、倒しても最深部のガラテアを倒さない限り何度でも復活する。パーティーがかなり強くなっていれば、悪魔系最上位クラスのアスラが出現することもあり、パーティーの強化と技の閃きに活用することも可能（アスラ道場と呼ばれている）。
ピドナ
マイカン半島南端にあるメッサーナ王国の首都。各都市を結ぶ世界最大の都市。先代国王のアルバート王が後継者を指名せず亡くなったため国王不在の状態で、現在は近衛軍団長ルートヴィッヒが治めている。聖王時代以降に建てられた王宮のある新市街と、魔王に滅ぼされた街並みや魔王殿が残る旧市街に分かれており、かつて世界一だった工房もある。
魔王殿
ピドナ旧市街の奥にある魔王の宮殿。外観は観光地になっており、内部も浅い区域ならば駆け出し冒険者向きだが、奥には開かずの扉があり、聖王家が所有する王家の指輪がないと開かない。
暗闇の迷宮
リマスター版の追加ダンジョン。闇に覆われた迷宮であり、行き場を失った強い願いが彷徨っている。彷徨う願いを集める事で夢として願いを見る事ができ、触れた者の意志で夢の結末を変えられるとされる。一方、あまりに強い力のために闇に葬られた魔物（レアモンスター）も封じられており、この世に強い恨みを持つがゆえに、夢の中で願いを叶える事を阻む。また、夢の結末を変えても現実は変わらない。

#### エルブール山脈
ロアーヌ、リブロフ、ナジュ砂漠の間にある地域。タフターン山周辺から南西・北東・南東に伸びる巨大な山脈。
リブロフ
トゥイク半島の付け根にあるナジュ砂漠との玄関口に位置する町。大商人ラザイエフ家の屋敷がある。神王教団に追われたナジュ王国の人々の多くがここに身を寄せている。リブロフ軍団は神王教団をバックに独断でロアーヌを狙っており、玉座イベントで敵指揮官が登場する。
出城
リブロフの出城。リブロフがロアーヌ侵攻をする拠点にしている。
アクバー峠
リブロフやロアーヌとナジュ砂漠との境。タフターン山に連なっており、マスコンバットでの舞台となる。

### 北部

#### ポドールイ地方
ツヴァイク
住民が世界一を自負する国。ツヴァイク公がトーナメントを開催している。
西の森
ツヴァイクの西に位置する小さな森。館には自称天才教授を名乗る女性がおり、作った生物などが脱走して徘徊している。
ポドールイ
常に夜が支配する町。吸血鬼のレオニード伯爵の居城（レオニード城）がある。
ユリアン、エレン、サラ、トーマス、モニカの5人のいずれかが主人公の場合はオープニングイベント中に訪れるため最初から行き来できる町だが、ミカエル、ハリード、カタリナの場合は中盤以降にツヴァイクのトーナメントで優勝してからでなければ訪れる事はできない。
ポドールイの洞窟
いくつかの財宝が眠るポドールイの近くにある洞窟。いくつかの細かい宝物がある程度でめぼしいものは無いが、ロアーヌの反乱が鎮圧されるまでの間、暇つぶしとしてレオニードから勧められて訪れる。
キドラント
ツヴァイクと北方地方を結び、ユーステルムと繋ぐ船がある町。怪物が現われ、生贄として差し出す人間を探すのに困っている。
いけにえの穴
キドラントの村を襲う魔物のすみか。村の人々が生贄を捧げている。
入口を巨大な岩で塞いでいるが、生贄を捧げている事および怪物の正体からして、不用意に人が入らないように・怪物が出てこないように置いたものではなく、入った人間が出てこれないようにするための物。

#### ランス地方
ユーステルム
極寒の地に位置する北海沿岸の北方の街。初代ロアーヌ侯フェルディナンドと侯妃ヒルダの出身地。
氷湖
ユーステルム付近の湖。巨大な氷河が形成されており、付近の住民の狩り場。
ランス
イスカル河上流に位置する、聖王の生まれ故郷の町。聖王の姉の子孫である聖王家現当主や、ヨハンネス兄妹が住んでいる。名前の由来はフランスのランス。
聖王廟
ランスの西にある、聖王をまつる墓。聖王廟の試練が開かれており、死食の影響で半開状態になっているアビスゲートを閉じる力がある者を探す。
ランス-ヤーマス道 / ランス-ファルス道
互いの町の交易に使う道。盗賊やモンスターが跋扈している。
オーロラの道
オーロラが出ている間にのみ北部山地に出現する不思議な道。吸い込まれると雪の町に辿り着く。
出現の条件がかなり特殊。特定の時期 にランスのアンナに「オーロラについて」尋ね、今夜あたり出そうと言われた時にワールドマップに出て夜になるまでゲームを放置する必要がある。このタイミングに限り通常はただの夜空になるところ一面のオーロラが発生するため、オーロラ発生中にランスの地方マップに入るとオーロラの道が出現している。
雪の町
オーロラの道の彼方に位置する雪で覆われた町。雪だるま族が住む。聖王が訪れて以降300年間、人間が訪れたことはない。
氷銀河
雪の町の奥にある氷雪に覆われた一面銀世界の河。ここの氷の結晶は長い年月をかけてどんな炎でも溶かせない氷の剣や永久氷晶に成長する。かつて聖王も雪だるまと協力して氷の剣を手に入れたという。

### 西部
大洋が広がり、中央部とは陸地のつながりがほとんどない。いくつもの半島によって内海が更にいくつかの内海になっている複雑な地形。

#### 静海沿岸地方
古くから発展した海路網発祥の地。諸都市がそれぞれ都市国家としての形態を持ち、当時の聖王の名の下に形成された都市同盟によって一種の共和国連合を結成している。
ウィルミントン
ガーター半島のデマンダ山脈と静海に挟まれた位置にある、大商人フルブライトが住む街。かつてはフルブライト将軍の養子になった聖王が住んでいた。
モウゼス
ガーター半島の西太洋に面した西岸に位置する街。元々は食品産業と織物で栄えた。最近引っ越してきた2人の術士が、ある物を巡って街を二分する騒動を起こしている。
死者の井戸
南北に分かれているモウゼスの中心にある井戸。聖王以前の時代は死体や病人を放り込んでいた。中には術法を増幅する魔王の盾が隠されている。
バンガード
町全体が海上要塞であり、海上走行や潜水機能がある。かつて聖王がフォルネウス討伐の際に、玄武術士ヴァッサールの提案で作らせた。現在は停止中であり、動かすには中枢にてオリハルコーンの増幅器と玄武術が必要。

#### ルーブ地方
静海沿岸地方の北部。
ヤーマス
ルーブ半島の南東の付け根に位置する港町。この地を根城にしているドフォーレ商会が裏で暗躍して禁制品を扱っているが、それを止める正義の味方の姿も見られる。一部のイベントアイテムは紛失するとここの道具屋に転売される。
ルーブ山地
半島の大半を占める山地で火山地帯。奥で巨竜グゥエインが巣をつくって住んでいる。
小さな村
ルーブ山地の麓にある村。ストーリーの進め方によっては、グゥエインの手によって壊滅する。

#### 西太洋
西にある広大な海。かつては魔海侯フォルネウスが支配していた。
最果ての島
平面世界である西の果ての島。付近の滝に削られていずれ消滅する運命だったが、ここに住むロブスター族がフォルネウスの本拠地「海底宮」の位置を知るため、送り込まれた水龍に破壊されようとしている。ロブスター族の主力は水の力なので水龍には太刀打ちできない。
海底宮
西太洋の海底にあるフォルネウスの宮殿。アビスゲートがある。

### 南部

#### 温海沿岸地方
集落単位で暮らす民族が多く、北西部は綿花、南西部はさとうきびや小麦やスパイス、アケではコーヒー豆が特産物。
グレートアーチ
北西部にある南国のリゾート地。その名の通り西太洋と温海に挟まれた弓形の陸地にあり、利権争奪目的による諸国の援助で支えられている。近隣に海賊ブラックの財宝を隠した洞窟の噂があり、冒険者による宝探しが半ば名物化している。場所は情報料を払えば何人かの住民が教えてくれるが、正しい保証は無い。
財宝の洞窟
グレートアーチ近辺に点在する5つの洞窟。この中の1つに海賊ブラックが残した財宝があるという。
アケ
東部唯一の人が暮らす村。かつては海賊ジャッカルがよく子供をさらっていた。
ジャングル
東部の大森林。怪しげなローブ姿のアウナス術妖が周囲をうろつき、アウナスの本拠地「火術要塞」の位置を様々な色の蝶が指し示すが、正解を知るのは妖精族のみ。
妖精の村
東部のジャングルの中にある悪戯好きの妖精が住んでいる樹上の村。火術要塞への正しい道を知っているが、ほとんどの妖精は嘘を教えたり、存在しない宝の場所を教えたり、睡眠薬入りのお茶を勧めてくる。
火術要塞
東部のジャングルに位置する四魔貴族アウナスが構えた、炎あふれる要塞。奥にはアビスゲートがある。

#### ナジュ砂漠
ナジュ砂漠
リブロフの南、アクバー峠を越えた先に位置する一面の砂漠。危険な地だが、神王の塔を目指しここへ向かう神王教徒は後を絶たない。はるか昔に興った都市国家ゲッシアは成立数十年で魔王に滅ぼされ、アル・アワドによって再興されたが、今度は神王教団に滅ぼされ、現在は教団が支配している。
神王の塔
まだ見ぬ宿命の子を魔王や聖王を超越した神王と信じて崇め、聖王や魔王の遺物収拾をする神王教団の本拠地。滅ぼしたゲッシア王朝の王宮があった場所に建てられ、現在も最上部が建設中。教団の手の者は玉座イベントに関与することもある。
信者以外は1万オーラムのお布施をしないと入れない。普通に1万オーラムお布施して入る事もできるが、塔の付近にいる商人から信者のローブを手に入れて信者になりすまして入る事もできる。ただしハリードが仲間にいる場合、ハリードが変装を拒否するため、1万オーラムをお布施する方法でしか入れない。
諸王の都
ゲッシアの王族が葬られている墓。初代国王アル・アワドの名刀カムシーンが1匹の竜に守られており、ファティーマ姫をここで見たという噂もある。ハリードが主人公である場合にしか訪れる事はできない。ここでのみ入手できるアイテムもある。

### 東部
ナジュ砂漠を東に渡る以外に行く方法がほとんどない、未知の地域。

#### ねじれた森
タフターン山の東、大草原の西に存在する大森林と巨大な湖がある。魔王に最後まで抵抗したため気候も地形も壊滅させられ、聖王も復興を諦めた。
腐海
ラシュクータの西から南部まで広がる腐った湖。
腐海の廃墟
かつてゾウ族の先祖が住んでいた城の廃墟。内部は貴重な宝物が隠されているが、現在は魔物の住処。
ラシュクータ
大草原の遥か西、腐海の東の森に佇む町。ゾウ族が住む。

#### 腐海南部
タフターン山から南東に伸びる山脈があり、山脈の北側には腐海が北から続いていて、南側には一面の砂漠が広がっている。
乾いた大河
ナジュ砂漠の東の果て。砂が流れを作っていて、巨大な砂の滝の流れに乗ってしまうと、ここからは西には戻れなくなるという設定（ゲーム内では戻る方法はある）。
死の砂漠
乾いた大河を越えた先にある岩砂漠。魔王に滅ぼされたとみられる建物の残骸もある。
水晶の廃墟
死の砂漠に崩れず残っている巨大な建物。魔王に滅ぼされた国の王の墓とも言われているが詳細は不明。

#### 東方
聖王が復興を諦めた地域よりも遥か東側、魔王に最後まで抵抗して生きながらえて復興した地域で、西側とは違った文化が築かれている。現在の西側の人間にとっては完全に未知の区域であり、一度辿り着くまでは世界地図自体に表示されない。世界地図では北部の地形も表示されているが行く機会はない。
大草原
西部にある豊かな牧草地帯。遊牧民であるムング族が暮らしている。
ムング族の村
大草原を駆るムング族の村。独特の服装文化を持つため、西から来た主人公たちの格好に違和感を持つ。
ネフト族の巣
大草原の南にある洞窟。二足歩行の虫種族「ネフト族」の巣。彼らは白い外殻を持つ割に弱いらしく、ゼルナム族に占領された。
モンスターにも見えるがコミュニケーション可能な知性体であり、発声器官が無いのか直接の会話は不可能だが、バイメイニャンから渡されるサイコメットがあれば直接思考を読む事で意思の疎通が可能。なお、彼等の思考にある「ニク」は肉ではなく、ネフト族の言葉で「こんにちは」「歓迎」のような意味らしい。
ゼルナム族の巣
草原の北の荒地にある洞窟。ここに住むゼルナム族は人型のため民族の一種のように言われているが、実は東方で消息を絶った魔王が纏っていた鎧から呼び出されたアビスの魔物。
玄城
東部にある町。将軍ヤン・ファンが住む。全ての太陽術と月術を購入可能。
黄京
東方地域の首都。現在は幼いミカドの政治をツァオガオが操っており、城中央部に第5のアビスゲートがある（開いた時期は不明）。一方通行型のダンジョンのため、次のフロアに進む度に後戻りはできないが、4階のベランダからワールドマップに切り替えて黄京から脱出することは可能（それ以上先に進むと完全に後戻りができないので、最後の脱出地点となる）。脱出した場合、陽動作戦によるマスコンバットからやり直しとなる。

### アビス
アビス
全ての元凶である異空間。死星の地上部分という説もある。地系統の術（蒼龍術・白虎術・朱鳥術・玄武術）の発祥地だが、例外的に各系列の最強術は聖王が作ったものであり、逆にアビスの力に妨げられる。アビスと関わる者はさまざまな形で登場し、一般の戦闘だけでなく玉座イベントや会社経営にも関わってくる。
アビスゲート
アビスに通じるゲート。600年前に魔王が開き、300年前に聖王が魔貴族を追い返して閉じたが、15年前の死食の影響で再び開いた。現在は半開き状態であり、閉じるためにはここを守る四魔貴族に勝った上で、中心の光る部分を破壊する必要がある。星の位置にズレを生むため、星のズレを読めばゲートの有無および位置を探れる。
ピドナの魔王殿の最奥部、西大洋の海底宮、ロアーヌ南部のタフターン山、南部ジャングルの火術要塞にそれぞれある事が伝承で伝わっており、ヨハンネスの天体観測によってその通りの場所にある事が確認されている。
ただし4つのアビスゲートを閉じても星のズレが残っている事が発覚し、伝承に無い「5つ目のアビスゲート」が東の地にある事が判明する。
死星
300年に一度、太陽を隠す「死食」を起こす星。この年に生まれた命は人も動物も植物も例外なく全滅するが、もしも生き残ると、死星を宿星として持つ宿命の子になる。

### ランダムで現れる場所
見せ物小屋
世界を転々とする見世物テント。様々な町にランダムに現れる。「グレイト・フェイク・ショー」と称した複数のテントには、妖精やグロテスクなモンスターなどが展示されている。
妖精を仲間にするために訪れる必要があり、昼間に入場すると人だかりで肝心の見世物が全く見えないが、それを見た後その町の宿屋に直行すると夜に忍び込む事ができ、妖精を逃がせる。この時入るテントを間違えると「グロテスクなモンスター」として見世物にされていたものが脱走しており襲われる。

## 聖王遺物・魔王ゆかりの品々
聖王・魔王、またはその仲間が存命時に使用したと言われている強力な武具。「聖王記」には聖王と十二将が13個の武具を用いたことが記されている。

### 聖王遺物
聖王の槍
かつて魔戦士公アラケスが使っていた魔槍を、聖王とピドナ工房の初代親方が改良した槍。ノーラの親の代までピドナ工房が所有して工房に飾られていたが、5年前に盗まれてしまい、神王の塔のマクシムス一派の手に渡っている。槍としては軽く、また特殊技として「勝利の詩」を持つ。「勝利の詩」は味方全員の全能力を大きく引き上げるが、その戦闘中は退却できなくなる。
聖王ブーツ
生命力・魅力・素早さを試す聖王廟の地下のテストを突破した者に与えられる、聖王が着用していたブーツ。靴としては重いが、スタン耐性を持つ上、先制攻撃できることもある。
聖王のかぶと
意思力を試す聖王廟の王者の試練を突破した者に与えられる、聖王が着用していた兜。目が眩むような光を放ち、精神攻撃への耐性を持つ。
王家の指輪
聖王家に代々受け継がれている指輪。封印された魔王殿の深層部に入るのに必要となる。装備していると気絶攻撃への耐性を得るほか、毎ターンHPが自然回復する。
ストーリー進行に必要な重要アイテムを売却して 紛失してしまった場合、原則としてヤーマスのドフォーレ商会の店に流れてくるものを買い戻す事になるが、このアイテムのみ「きれいな指輪」という名前で二束三文で流れてくる。他のアイテムは高額で店に並ぶため「売却しておいて買い戻す時に複数個買ってアイテムを増殖」という事ができないが、「きれいな指輪」はたった10オーラムで買えるため大量に買い込む事ができ、主人公の手元に戻ると「王家の指輪」に変わるためまた売却（2500オーラムで売れる）…と繰り返す事で金を稼げるという裏技が存在する。主人公がミカエルの場合、王座イベントで国庫の資金が不足した場合、この方法を使えば資金不足を解消できる。
妖精の弓
弓の命中力を試す聖王廟の狩人の試練を突破したものに与えられる弓。自然の力を吸収し、かつては妖精族の間で伝わっていた。弓の中では例外的に軽く、また特殊技として「妖精の矢」を持つ。
マスカレイド
代々のロアーヌ侯妃が持つ小剣。現在はカタリナが管理を任されていたが、何者かによって盗まれてしまい、神王の塔のマクシムス一派の手に渡っている。このことがきっかけで、カタリナは自らの責任を果たすべく、マスカレイド奪還を強く志願、旅立つことになり、奪還するまではロアーヌの帰還を許可しないとミカエルに言われるほど、重要な武器であることがうかがえる（カタリナ主人公時に大きく反映している）。持ち主の掛け声に応じて巨大化して大剣になり武器威力が上昇、赤く光る刀身で敵を粉砕する。
特殊技で巨大化の「ウェイクアップ」、赤く光る刀身で敵に斬り付ける「ムーランルージュ」を持つ。ウェイクアップを使った後はその戦闘中は武器カテゴリが小剣から大剣に変化する。
七星剣
魔王・聖王遺物を収集する神王教団の手に渡った剣。星々の輝きをその刀身に集めてパワーアップし、集めた輝きを一気に放出して攻撃できる。
特殊技として星の輝きを集めてパワーアップさせる「スターバースト」、集めた輝きを放出する「スターストリーム」を持つ。「スターバースト」を使ってから「スターストリーム」を使うまでの間は武器自体の威力が高まる（全武器中、最強の攻撃力になる）。「スターストリーム」を使うとパワーアップ状態は解除される。
聖王の時代にだれが使っていたかは定かではないが、続編『ロマンシング サガ リ・ユニバース』ではフェルディナントがこれの固有技である「スターバースト」、「スターストリーム」を使用している。
栄光の杖
魔王・聖王遺物を収集する神王教団の手に渡ったヤドリギ製 の杖。さまざまな聖職者たちに清められてきた。特殊技として「ブレス」を持つ。聖王遺物の中では例外的に雑魚モンスターからも入手可能。リマスター版では修正されてしまい、雑魚モンスターから入手出来なくなった。
銀の手
美しい彫刻が施され、儀典用にも使われる小手。ミューズが眠らされたのは、夢の中のピドナ王宮にあるこの小手を神王教団に狙われたためであり、入手もこの夢の中で行うことになる。装備すると、シャールなら利き腕の力（腕力・器用さ）が戻り、他のキャラなら二刀流が可能になる（盾を持たなければ2個目の片手武器の通常攻撃が加わる）。持ち帰るには夢魔を倒す必要がある。
聖杯
レオニード伯爵が聖王の血を受けて飲んだ杯。レオニード城に保管されており、手に入れるには最深部を守る巨大モンスター「ヤミー」を倒す必要がある。武器として装備可能。自発的な使用はできないが、持っていると毎ターンWPが1回復する。またレオニードを仲間にするための条件になっている。
氷の剣
氷銀河で長い時間をかけて成長した氷の結晶が大剣になったもの。ドラゴンルーラーの一体が守っている。かつて聖王が手に入れたもの以外に、現在も新たに生成されている。通常攻撃が攻撃属性に冷を含む強力なものになるほか、特殊技として「霧氷剣」を持つ。装備しているだけで冷の攻撃属性を無効化し、接近攻撃を受けると「フリーズバリア」による反撃が行われることがある。なお、攻撃前に「フリーズバリア」が発動したターンは行動が強制終了されてしまうが、魔王の盾を同時に装備している場合はバリアを無効化することが可能。

### 魔王遺物
魔王シリーズの武具はアビスの力により、1つでも装備するとＷＰ・ＪＰの消費が2倍になる（2つ以上装備しても消費量はそれ以上増えない）。
リマスター版では、達人の指輪（ＷＰの消費を半分にする）と導士の指輪（ＪＰの消費を半分にする）を装備することで、ＷＰ・ＪＰの2倍消費を相殺することが可能。これらは暗闇の迷宮に出現する各フロアごとのボスを倒すことで入手できる。
魔王の盾
モウゼスの中心、死者の井戸の底に隠された盾。中央のレンズに魔力を集めて術の威力を高める上、魔法盾の性質を持ち回避を盾自身の意思で行う。ウンディーネとボルカノの争いの元となった。
魔王の斧
魔王・聖王遺物を収集する神王教団の手に渡った斧。非常に高い武器威力に加え、武器自身を破壊して繰り出す特殊技「ファイナルストライク」を持つ。
ファイナルストライクを持つ武器は他にもあり、それらは一度ファイナルストライクを使ったら武器自体が消滅してしまうが、魔王の斧に限り戦闘が終わると復活する。
魔王の鎧
東方の洞窟に眠る、漆黒の鎧。死食の影響を受け、アビスからゼルナム族を呼び出していた。撃破すると防具として入手可能。多様な耐性を持ち、魔法防御も高いほか、装備者の全ての能力が1ずつ上昇する。

## 没データ
本作には、登場予定だったがシナリオが削られた等で登場しなかった、テーブルに入っているのに設定の都合でそこまで出てこない等の理由で実質的な没データと化しているものが複数存在する。
これらの中にはエンディングのデモシーンや攻略本で紹介されているものもある。
レアモンスター
各系統のモンスターはそれぞれレベルごとにモンスターが設定されており、滅多に出てこない最上位のモンスター（通称レアモンスター）が存在する。しかし最上位モンスターのレベルは系統によってまちまちであり、最上位まで普通に出てくるモンスターもいれば、実際に極低確率でのみ遭遇できるモンスター、プログラムの仕様上そこまで出現レベルが上がらないため絶対に出てこないモンスターも存在する。
特に獣系最上位「トウテツ」と蛇系最上位「ザッハーク」はエンディングに登場するにもかかわらず絶対に遭遇できない。
没見切り技
「脳天割り」に対する見切りは存在するが覚えられない。これは、脳天割りを使うモンスターが獣人系最低レベルのゴブリンしかおらず、ゴブリンのモンスターレベルが低すぎてパーティが初期状態であっても閃く確率が0を下回ってしまうため。
「リドル」の見切りがデータ内に存在する事が『練磨の書』に記載されている。これは妖精系最上位モンスター「スフィンクス」が使う「スフィンクスリドル」という技に対する見切りとされるが、上記のトウテツと同じ理由でスフィンクスとゲーム内で遭遇する方法がないため、リドルの見切りも習得できない。
没アイテム
「トウテツパターン」というアクセサリーは、モンスター「トウテツ」に遭遇すると工房で開発できるようになる防具だが、上記の通りトウテツに遭遇することができないので、トウテツのみが低確率で落とす「霧の水環」というアクセサリーと同様、実質的に没アイテムとなっている。
リマスター版ではこれらのレアモンスターは追加ダンジョン「暗闇の迷宮」にてボスや雑魚モンスターとして出現するようになっている（ボス扱いのモンスターとの戦闘は一度きりのみ）。
これらのモンスターが出現しない事によって実質的な没になっていたアイテムや見切り技も同様に通常入手可能になっている。ただし、トウテツのみが低確率で落とす「霧の水環」は、トウテツがボス扱いの都合上、戦う機会は1回のみであることと、戦闘前に会話イベントが発生するため時間と手間がかかる。入手できるまでリセットとデータのロードを繰り返すしかない。

## 舞台『Romancing SaGa THE STAGE 〜ロアーヌが燃える日〜』
30-DELUX SQUARE ENIX Special Theater『Romancing SaGa THE STAGE 〜ロアーヌが燃える日〜』が正式タイトルの、演劇ユニット「30-DELUX」による『ロマンシング サ・ガ3』の舞台化。2017年4月・5月に東京、大阪、愛知、福岡で公演された。
河津秋敏による世界観監修・脚本原案の下、エンペラーズサガやインペリアルサガで新たに明かされた設定に留まらず、開発当時に書いていたものの使用も公表もされてこなかった設定も盛り込んでいる。

### ストーリー
黒き星が太陽をむしばむ―死食―
その年に生まれた命は、人も獣も魔物でさえも死に絶える。
三度目の死食に襲われてから十余年。
すでに世界は魔界の王侯―四魔貴族―の侵入を許し、動乱の時を迎えていた。
そして今、急世の使命を負う者たちがロアーヌの地に集結する。
ひとりは領主としての責務を果たすため、ひとりは愛する妹を守るため・・・。
だが彼らの前に立ち塞がるは最強の魔貴族、天空の支配者ビューネイであった。

### キャスト
- ハリード - 清水順二
- カタリナ・ラウラン - 緒月遠麻
- ミカエル・アウスバッハ・フォン・ロアーヌ - 中村誠治郎
- トーマス・ベント - 馬場良馬
- ユリアン・ノール - 村瀬文宣
- エレン・カーソン - 長谷川かすみ
- モニカ・アウスバッハ - 山本ひかる
- サラ・カーソン - 新垣里沙
- ルートヴィッヒ - 和合真一
- 詩人 - 田中精
- マクシムス - 森大
- ブラック - 平山佳延
- ロビン - 小笠原祐太
- ロビン（太） - 我善導
- ゆきだるま - 谷口敏也
- ミューズ - 梅本静香
- 少年 - 香音有希
- ビューネイ - 片山萌美
- ファーティマ - 笠松はる
- シャール - 佐藤アツヒロ
- アンサンブルキャスト - 前田慎治、泉紫太朗、田沼ジョージ、大成翔輝、渡邉公雄、伊与田良彦、片山日南、竹之内景樹

### スタッフ
- 世界観監修・脚本原案：河津秋敏
- 音楽監修：伊藤賢治
- 脚本：とちぼり木
- 演出：米山和仁
- 音楽：和田俊輔

## 関連商品

### 書籍・参考文献
- Romancing SaGa3 練磨の書 （ファミ通編集部 / アスペクト / 1996年1月） ISBN 4-89366-459-X
- ロマンシング サ・ガ3 プロローグ （NTT出版 / 1995年10月） ISBN 4871888118
- Romancing SaGa3 冒険ガイドブック （NTT出版 / 1995年12月） ISBN 4871888126
- Romancing SaGa3 基礎知識編 （NTT出版 / 1996年1月） ISBN 4871888134
- Romancing SaGa3 完全攻略編 （NTT出版 / 1995年3月） ISBN 4871888169
- ロマンシング サ・ガ 大全集 COMPLETE WORKS 1 through 3 （デジキューブ / 1997年7月） ISBN 978-4925075084
- 楽しいバイエル併用 ロマンシング サ・ガ3 （ドレミ楽譜出版社 / 1998年12月） ISBN 4810826694
- SaGa Series 20th Anniversary サガ クロニクル（スクウェア・エニックス / 2020年12月） ISBN 978-4-7575-2646-4
- SaGa Series 30th Anniversary Edition サガ クロニクル（スクウェア・エニックス / 2009年9月） ISBN 978-4-7575-6919-5

### 音楽CD
- ロマンシング サ・ガ 3 オリジナル・サウンド・バージョン（ポリスター / 1995年11月）
- ロマンシング サ・ガ 3 アレンジバージョン “Windy Tale”（ポリスター / 1996年1月）

### DVD
- Romancing SaGa THE STAGE 〜ロアーヌが燃える日〜（東映ビデオ / 2017年9月）